# Județul Timiș
Timiș este un județ așezat în partea de vest a României, în centrul provinciei istorice Banat. Reședința lui este municipiul Timișoara, capitala regiunii de Vest și cel mai mare și important oraș al macroregiunii de dezvoltare Sud-Vest a României. 
Geografic, este cel mai vestic județ al țării. Se învecinează cu județele Arad, Caraș-Severin și Hunedoara, precum și cu districtele Banatul de Sud, Banatul Central și Banatul de Nord din Serbia și cu județul Csongrád-Csanád din Ungaria, cu care formează frontiere de stat.
Teritorial, este cel mai mare județ al României, cu 8.696,7 km² (3,65% din suprafața întregii țări). A fost înființat în anul 1968 prin reorganizarea teritorială a regiunii Banat (cu părți din raioanele Arad, Bozovici, Caransebeș, Ciacova, Făget, Gătaia, Jimbolia, Lipova, Sânnicolau Mare și Timișoara). 
Cea mai mare parte a teritoriului județului de azi a făcut parte din județul Timiș-Torontal, ținutul Timiș, regiunea Timișoara, precum și din comitatul Timiș, la care se adaugă actuala zonă metropolitană Timișoara. În plan european, județul face parte din euroregiunea DKMT.
La o distanță de 34, respectiv 25 de km de Timișoara se află stațiunile turistice Buziaș și Băile Călacea, menționate încă de pe vremea romanilor pentru proprietățile curative ale apelor termo-minerale din zonă , iar regiunile viticole Recaș și Silagiu sunt recunoscute pe plan intern și internațional pentru vinurile produse aici.
Timișul este județul cu cea rapidă urbanizare din România, trendul demografic fiind în creștere, datorită fenomenului de migrație internă și navetism, corelat cu dezvoltarea economică accelerată a Timișoarei. Timișul este din anul 2023 cea mai mare piață de real-estate din România, cu 1.459 de proiecte în execuție și pregătire.
Conform datelor oficiale furnizate de Banca Mondială, Timișoara este orașul cu cea mai mare creștere economică din Uniunea Europeană. În clasamentul mondial al calității vieții realizat de platforma Numbeo, Timișoara se află pe primul loc în România, pe poziția 84 în lume și 53 în Europa, imediat după Philadelphia, Birmingham, Praga sau Berlin, și peste Lisabona, Bruxelles, Manchester sau Lyon.
Este singurul oraș din România inclus de publicația Time în topul destinațiilor turistice din lume, alături de Washington, D.C., Barcelona sau Napoli. A fost desemnat cel mai bun oraș de city-break din Europa în anul 2023.
Timișoara are cea mai dinamică economie din România și cel mai mare aflux de investiții dintre orașele regionale ale țării, având cea mai ridicată rată antreprenorială din Regiunea de Vest și un sistem de Startup-uri în plină dezvoltare. Timișoara este cel mai bun oraș pentru afaceri din România, conform companiei Forbes. Este singurul oraș din Europa de Est cu grad investițional AAA, calculat de agenția Fitch Ratings.
Tendința se va accentua odată cu aderarea României la Spațiul Schengen și celelalte structuri euro-atlantice, datorită proximității imediate la graniță și accesului rapid al Timișului la piețele din Occident și Balcanii de Vest.
Reședința Timișoara a fost în anul 2016 primul oraș Capitală a Tineretului din România ; în anul 2023 a fost Capitală Europeană a Culturii, alături de orașele Eleusina și Veszprém ; iar pentru anul 2028 candidează la titlul de Regiune Gastronomică Europeană din partea României.

## Etimologie
Numele județului provine de la denumirea râului Timiș. Conform dicționarului etimologic al lui Kiss Lajos, probabil că numele râului vine din limba dacă: thibh-isjo (în traducere „mlăștinos”).
La sosirea slavilor de nord, acest cuvânt a fost folosit ca și Tamiș. Acesta a fost preluat de maghiari prin Temes, de germani prin Temesch și de români prin Timiș. În perioada romană, Timișul a fost numit Tibisis sau Tibiscus.

## Stema
Stema județului Timiș se compune dintr-un scut tăiat; în partea superioară, pe câmp roșu, un leu din aur ieșind din crenelurile unui zid din aur zidit; leul ține și de o sabie încovoiată, cu vârf lat, din argint; în colțul din dreapta sus se află un soare din aur, iar în stânga sus, o lună din argint în creștere. În partea inferioară, pe câmp albastru este reprezentată o fascie undată din argint.

### Semnificațiile elementelor însumate
- Leul cu braț înarmat, caracteristic Banatului Timișan, simbolizează apărătorii ținutului și ai creștinătății împotriva armatelor otomane. Leul poartă sabia lui Pavel Chinezu, comite de Timiș, neînvins în luptele în care a comandat oștile, autorul celebrei bătălii de la Câmpul Pâinii, una din cele mai răsunătoare victorii împotriva turcilor din istoria României.
- Zidul din aur simbolizează cetatea Timișoarei.
- Soarele din aur simbolizează, prin poziția sa, țelurile înalte pentru care au luptat eroii acestui ținut.
- Luna din argint reprezintă perechea soarelui.
- Fascia undată din argint, pe câmp albastru, simbolizează râul Timiș, cel care dă numele județului.

### Variante vechi ale stemei

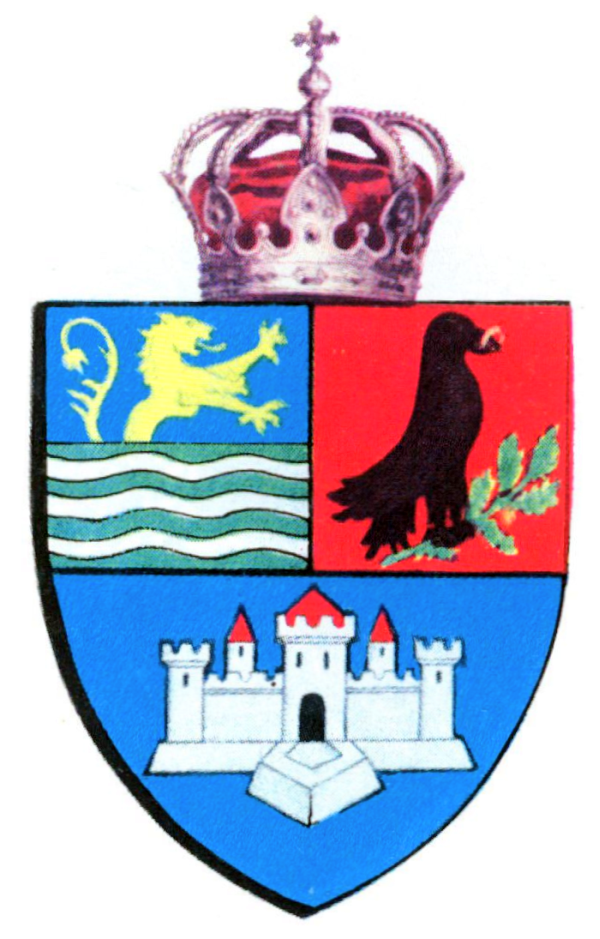
în perioada interbelică
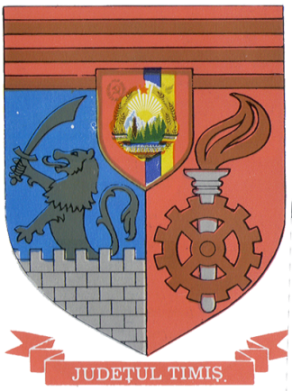
în perioada comunistă

## Geografie
Timișul este cel mai întins județ al României, ocupând 8.696,7 km², respectiv 3,65% din suprafața țării. Este intersectat de paralela de 46° lat. N, de meridianul de 21° long. E și de 22° long. E. Pe teritoriul său se găsește cel mai vestic punct al României, respectiv Beba Veche, la 20°15'44", în punctul Triplex Confinium.
Prin poziția sa geografică, aproape o treime din limitele județului constituie în același timp și frontiere de stat. Astfel, în partea de nord-vest, se învecinează cu județul Csongrád-Csanád (Ungaria), 18 km din această frontieră fiind pe râul Mureș. La sud-vest, între Beba Veche și Lățunaș, județul Timiș se învecinează cu Provincia Autonomă Voivodina (Serbia). Legătura terestră cu județele țărilor învecinate este asigurată de punctele de trecere a frontierei de la Cenad, respectiv cele de la Stamora Moravița, Jimbolia (deschise non-stop), Valcani, Lunga și Foeni (deschise între orele 8-20). Județele române vecine cu județul Timiș sunt Arad la nord, Hunedoara la est și Caraș-Severin la sud-est. 
Județul Timiș face parte din Euroregiunea Dunăre–Criș–Mureș–Tisa (DKMT), regiune transfrontalieră ce se întinde pe 71.879 km și cuprinde o populație de 6 milioane de locuitori.

### Relief
Teritoriul județului Timiș cuprinde toate formele de relief, cu altitudini care pleacă de la 75 m în Lunca Timișului și ajung la 1.384 m în vârful Padeș din Munții Poiana Ruscă. Câmpia de Vest, aparținând Bazinului Panonic, ocupă aproximativ 6.700 km², reprezentând 77,2% din suprafața județului. Dealurile de Vest, de orogeneză hercinică, cu înălțimi cuprinse între 300 și 600 m, ocupă aproximativ 1.650 km² respectiv 19,01% din suprafață. Munții Poiana Ruscă, aparținând grupei Carpaților Occidentali acoperă o suprafață de cca. 350 km², respectiv 3,50% din suprafața totală a județului.

### Hidrografie
Județul Timiș are o rețea hidrografică codificată de 3.104 km. Rețeaua hidrografică a județului Timiș este compusă din două bazine hidrografice: Bega–Timiș–Caraș și Mureș. Cele mai importante râuri din acest județ se consideră a fi: Bega, Bega Veche, Timiș, Bârzava, Moravița, Nădrag din bazinul hidrografic Bega–Timiș–Caraș și Aranca din bazinul hidrografic Mureș.

Prelucrare tri-dimensională pentru Munții Poiana Ruscă

În județul Timiș există numeroase lacuri, cel mai mare fiind Surduc (530 ha), totodată cel mai mare lac din vestul României. Alte lacuri mari sunt Satchinez (40 ha), Becicherecu Mic (33 ha), etc. Dintre lacurile artificiale pot fi enumerate: Timișoara (115 ha), Jimbolia, Cărpiniș, Deta, Banloc, Lovrin, Biled, Sânnicolau Mare, Diniaș, Partoș, Urseni, Nădrag, Dumbrăvița, Surducu Mic, etc. În județ sunt și două lacuri cu apă geotermală (25°C) și unul cu apă minerală la Românești lângă peșteră, cu o suprafață de 100 m² și vulcanul noroios de la Forgaci, (Vulcanul Noroios de tip „grifon” de la Forocici) în valea Magheruș, de 85 m².

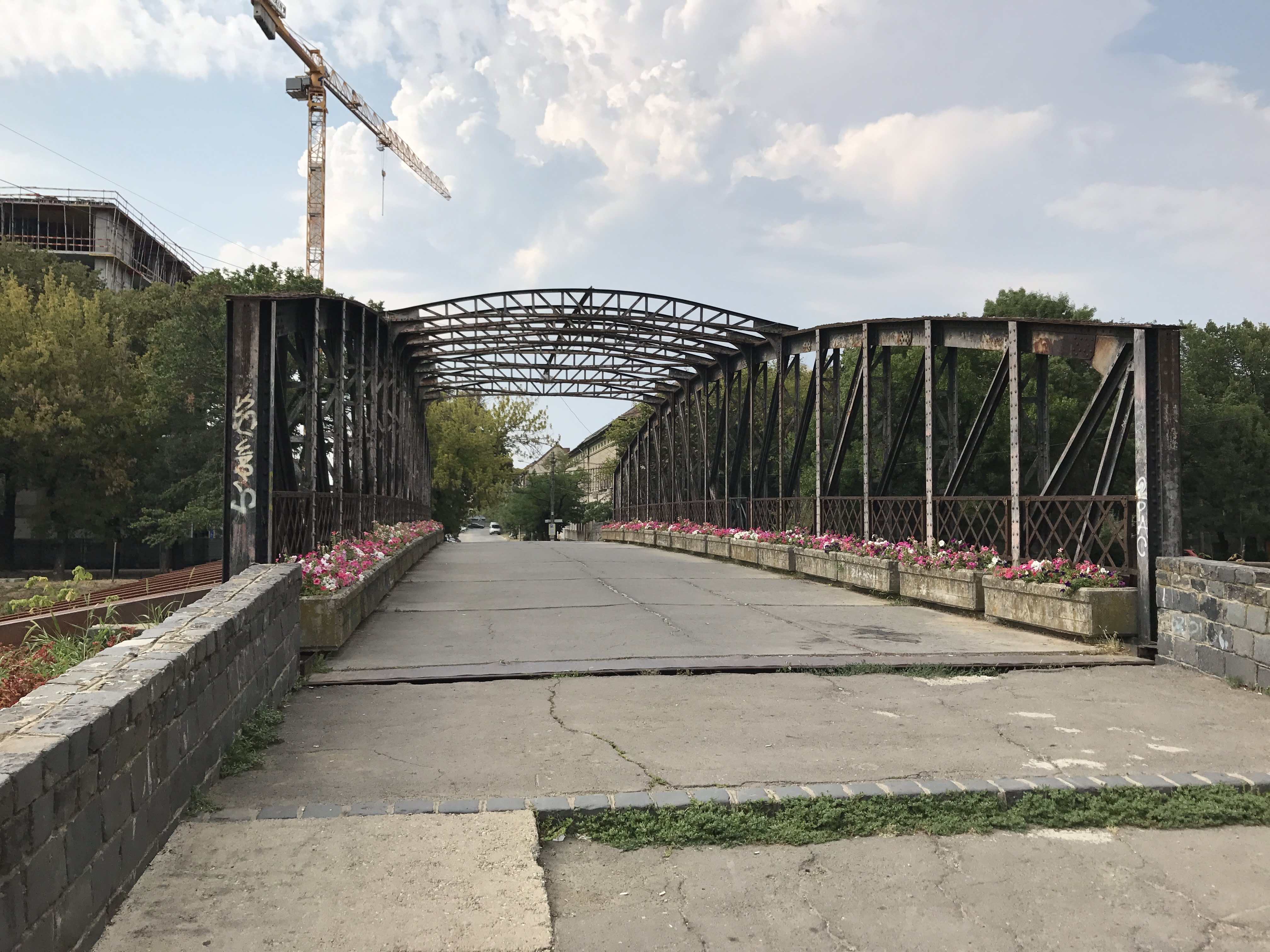
Podul metalic peste Canalul Bega din Timișoara, cunoscut și ca „Podul de Fier”

### Soluri
Cea mai mare parte a județului este ocupată de solurile zonale și anume, în partea de nord-vest apar cernoziomuri levigate și cernoziomuri de fânețe, apoi în zona deluroasă se succed de la vest spre est diferite tipuri de soluri silvestre, între care predomină cele brune. Solurile brun-închise, solurile cenușii și brun-roșcate ocupă suprafețe în jumătatea vestică. Solurile silvestre podzolite se dispun sub forma unei benzi aproape continue în colțul sud-estic al județului. Solurile de munte (silvestre-brune, brun-gălbui podzolite și brun-acide), dezvoltate sub păduri și pajiști secundare, apar pe o suprafață montană, în partea de est a județului. Solurile azonale ocupă suprafețe reduse, insulare, dintre acestea o extindere mai mare având-o lăcoviștile, semilăcoviștile și humicogleicele, urmate de smolnițe, în jumătatea sudică, apoi rendzinele brune, roșii-brune și terra rossa, în partea de est. Solonețurile sunt răspândite în jumătatea de vest, iar solurile erodate și rogosolurile, în bazinul râului Bega.
Solul județului Timiș oferă condiții prielnice pentru cultura plantelor agricole, îndeosebi pentru cultura cerealelor, dar și a plantelor tehnice și furajere, a pomilor fructiferi și viței de vie.

### Resurse naturale
În subsolul județului Timiș se găsesc zăcăminte de lignit (Sinersig), bazalt (Lucareț–Șanovița), mangan (Pietroasa), argilă (Biled, Cărpiniș, Jimbolia, Lugoj și Sânnicolau Mare), țiței și gaze (în zona de vest a județului), nisip (Șag) și nisip pentru sticlă (Groși–Făget, Tomești și Gladna). Se exploatează, de asemenea, ape minerale la Buziaș, Călacea, Ivanda, Bogda și Timișoara.

### Flora
Corespunzător reliefului și factorilor fizico-geografici, ca urmare a situării într-o regiune de interferență a elementelor central-europene cu cele submediteraneene, atlantice, continentale pontice și circumpolare, județul Timiș are o vegetație complexă și variată. În județ se regăsesc trei din cele cinci bioregiuni geografice desemnate la nivel național, respectiv bioregiunea panonică, continentală și alpină.
În accepțiunea fitogeografică generală, partea centrală și de vest a zonei de câmpie a județului Timiș se încadreaza în zona de silvostepă, cu toate că, pe fondul unei aridizări climatice, se constată o extindere a elementelor specifice stepei: specii de Festuca valesiaca, Festuca suleata, Festuca pseudovina, numeroase plante cu bulb, labiate, papilionacee și alte ierburi xeromezofile ce alcătuiesc pajiști stepice. Zona de silvostepă este reprezentată prin asociații care se întrepătrund cu terenurile cultivate. Ea se extinde în campie și pătrunde adânc în cadrul dealurilor pe culoarele largi de vale, cu excepția golfului de câmpie al Făgetului, copiind cu multă fidelitate configurația reliefului. În zona deluroasă, contactul cu pădurile de foioase este puternic modificat de activitatea antropică. În prezent, silvostepa a fost înlocuită, în cea mai mare parte, cu culturile de câmp; cele rămase sunt puternic transformate datorită pășunatului în pădure și exploatărilor forestiere. Din pădurile xerofile caracteristice silvostepei s-au păstrat doar câteva pâlcuri în apropiere de Murani, Banloc, Denta, Deta și Macedonia. Astfel, în Câmpia Gătaiei, de exemplu, gradul de împădurire este de 7%, în golful de câmpie al Lugojului de 5%, în Câmpia Timișului de 4%, în Câmpia Vingăi de 3%, iar în Câmpia Torontalului de numai 0,3%. Există și tufișuri de arbuști compuse din porumbar (Prunus spinosa), păducel (Crataegus monogyna) și lemn câinesc (Ligustrum vulgare).
Fagul are un areal foarte larg, putând coborî, în condiții staționale specifice, până la 200–250 m și urca, în masiv, până la limita altitudinală a județului. Cerul prezintă și el un areal destul de larg, întinzându-se de la câmpie (90–100 m altitudine absolută) până în regiunea „submontană” (500–600 m), pe versanți însoriți și soluri scheletice. În acest interval altitudinal, cerul se asociază cu alte specii caracteristice zonei, cu stejarul, gorunul, gârnița și chiar cu fagul. În zona de deal din bazinul superior al râului Bega este caracteristică alternanța pădurilor de fag (pe versanții umbriți) cu păduri de gorun (pe cei însoriți). La altitudini mai mari se asociază bradul (Abies alba) și molidul (Picea abies), iar în unele locuri, alături de speciile autohtone, se află câteva conifere străine plantate: Pinus nigra, Pinus strobus, Pseudotsuga menziensi etc.
Subzona cereto-gârnițetelor ocupă, în general, câmpiile înalte și porțiunile cu fragmentare slabă-medie ale piemonturilor joase (aproximativ între 100–300 m). În Dealurile Buziașului se întâlnesc, în general, cereto-gârnițete (Quercus cerris, Quercus frainetto) sau cerete pure. Aceeași compoziție floristică dar în proporții diferite apare și în Dealurile Surducului, Sacoșului sau piemontul Poiana Ruscă unde predomină gorunul, cerul și gârnița, formând areale mai mari pe versanții însoriți. Dintre speciile de amestec mai frecvente sunt ulmul (Ulmus minor), jugastrul (Acer campestre) și sorbul (Sorbus torminalis). Acest tip apare și în Câmpia Timișului și Câmpia Bârzavei.
Vegetația de sărătură ocupă suprafețe mici, în jurul lacurilor și izvoarelor sărate sau în locuri depresionare, cu sol sărăturat, din Câmpia Banatului. Speciile halofile caracteristice sunt Puccinelia distans, Obione pedunculata, Festuca pseudovina etc. Vegetația luncilor din lungul râurilor Timiș, Bârzava și Mureș, în Câmpiile Timișului și Moraviței, a fost transformată prin acțiunile de îndiguire, desecare, crearea de lacuri de acumulare, legumicultura intensivă etc. Totuși, local s-au mai păstrat unele păduri de luncă, alcătuite din zăvoaie de salcie (Salix alba, Salix fragilis, Salix trianda) și plop (Populus alba), dar și arbuști ca sânger, călin, crușin, lemn câinesc, soc negru, măceș etc. Există și vegetație de nisip cu Festuca vaginata, pâlcuri de salcâm plantat etc. Vegetația de mlaștini și lacuri este dispusă în fâșii, după gradul de umezeală (pipirig, rogoz, papură și stuf la mal, iar spre interior nufăr, iris, albăstriță de apă etc.).
La nivelul județului Timiș sunt desemnate un număr de 45 arii naturale protejate (arii naturale protejate de interes național, internațional, comunitar, județean și local), arii ale căror limite se găsesc localizate integral sau parțial pe teritoriul județului. Suprafața cuprinsă în ariile naturale protejate este de 134.766,49 ha, reprezentând aproximativ 13% din suprafața județului.

### Faună
În ceea ce privește fauna, pe teritoriul județului Timiș sunt prezente trei unități zoogeografice: provincia dacică, provincia panonică și provincia moesică. Teritoriul județului Timiș este traversat de două din cele 10 drumuri de migrație a păsărilor în România: drumul panono-adriatic și drumul panono-bulgar.
Fauna stepei și silvostepei a suferit puternice modificări, în sensul că numărul speciilor și densitatea acestora au scăzut datorită intervenției antropice. Dintre mamifere se remarcă prezența rozătoarelor: popândăul (Citellus citellus), hârciogul (Cricetus cricetus), cățelul pământului (Sphalax leocodon), șoarecele de câmp (Microtus arvalis), iepurele etc. Dintre păsări pot fi amintite: prepelița, potârnichea, sitarul, cristeiul roșu etc. Pe teritoriul județului Timiș nu s-a mai semnalat prezența dropiei (Otis tarda). Dintre răpitoarele de zi pot fi amintite șorecarul mare (Buteo buteo) și șorecarul încălțat (Buteo lagopus), iar dintre cele de noapte, bufnița și ciuful.
Asociația faunistică specifică pădurilor de stejar este compusă din ierbivore precum căprioara (în pădurile de luncă de la Sânnicolau Mare, Bazoș, Banloc și Jimbolia), cerbul lopătar (introdus în pădurile de la Bazoș și Pișchia), unele carnivore (vulpe, dihor, hermelină, nevăstuică, pisică sălbatică), apoi iepurele, veverița etc. De dată recentă este introducerea muflonului (Ovis musimon) în rezervația de vânătoare de la Charlotenburg, în Dealurile Lipovei. Dintre păsări sunt relativ frecvente: ciocănitoarea verzuie, șoimul rândunelelor, cucuveaua pitică, turturica, botgrosul, sturzul cântător, mierla neagră, pițigoiul mare, privighetoarea, egretele, porumbelul de scorbură, grangurul, dumbrăveanca, fazanul (colonizat în pădurile de lângă Timișoara, Pișchia și Macedonia).
Fauna piscicolă aparține de două zone: mreana (în est) și crapul (în vest). În cadrul zonei mrenei (Barbus barbus) se mai găsesc: scobar, clean, morunaș, somn, obleț, răspăr. În cadrul zonei crapului (Cyprinus carpio) se mai găsesc: plătică, babușcă, obleț, caras, știucă, porcușor de șes si, mai recent, au fost colonizați bibanul soare și somnul pitic. În apele cu pantă foarte mică, în canaluri, domină bibanul, babușca și carasul. În lacuri, în afară de crap, se află țipar și lin. Există și unele mamifere acvatice, unele cu blană prețioasă, ca vidra de râu (Lutra lutra) și bizamul (scăpat din crescătoriile din Ungaria). Avifauna se compune din rațe și gâște sălbatice, stârci, egrete, lișițe, iar în bălțile de la Cerneteaz, Satchinez și Becicherecu Mic trăiește gușul vânat (Luscinis svecica), o specie rară pentru fauna României.

### Climă
Climatul este unul temperat-continental, cu influențe mediteraneene și oceanice, datorită faptului că Banatul se găsește la adăpostul lanțului carpatic, care oprește masele de aer rece dinspre nord și nord-est și permite pătrunderea celor maritime dinspre sud-vest și vest. Temperatura medie anuală a aerului depășește 11°C în câmpie și 10°C în regiunea dealurilor Lipovei. Maxima absolută de 42°C a fost înregistrată în 1952, la Teremia Mare și în anul 2000, la Timișoara, iar temperatura minimă absolută de -39,9°C, în 1942, la Lugoj. Intervalul de zile fără îngheț depășește 195 de zile în vest și 180 de zile în est.
Precipitațiile atmosferice prezintă variații ample de peste 80 mm chiar în cadrul ținutului cu climă de câmpie și creșteri importante pe dealurile din est. Maximul pluviometric se produce în luna iunie, ca urmare a intensificării activității ciclonice din nordul Oceanului Atlantic sau din bazinul Mării Mediterane. Durata medie anuală este de 29,8 zile la Timișoara și crește la 40–50 de zile pe dealurile din est. Grosimile medii ating maximum 8 cm în ianuarie și cca. 10 cm în est.
Vântul bate în câmpie dominant dinspre nord, în timp ce sudul județului este frecvent bântuit de vântul cald și uscat numit coșava.
În județul Timiș își desfășoară activitatea cinci stații meteorologice: Timișoara (alt. 86 m), Sânnicolau Mare (alt. 85 m), Banloc (alt. 83 m), Jimbolia (alt. 79 m) și Lugoj (alt. 123 m), toate fiind situate în zona de câmpie din Banat.
| Luna            | Ian. | Feb. | Mar. | Apr. | Mai  | Iun. | Iul. | Aug. | Sep. | Oct. | Nov. | Dec. | Anual |
| Stația          | Ian. | Feb. | Mar. | Apr. | Mai  | Iun. | Iul. | Aug. | Sep. | Oct. | Nov. | Dec. | Anual |
| --------------- | ---- | ---- | ---- | ---- | ---- | ---- | ---- | ---- | ---- | ---- | ---- | ---- | ----- |
| Timișoara       | -1,1 | 1,3  | 5,8  | 11,1 | 16,4 | 19,4 | 21,2 | 20,7 | 16,3 | 11,2 | 5,8  | 1,2  | 10,9  |
| Sânnicolau Mare | -1,5 | 0,9  | 5,5  | 11,1 | 16,6 | 19,7 | 21,4 | 21,1 | 16,7 | 11,2 | 5,3  | 0,3  | 10,7  |
| Banloc          | -1   | 1,4  | 5,8  | 11,2 | 16,6 | 19,8 | 21,5 | 21,1 | 16,6 | 11,4 | 5,9  | 1,1  | 10,9  |
| Jimbolia        | -0,4 | 1,5  | 5,5  | 11,3 | 16,9 | 20   | 22   | 21,6 | 16,3 | 11,2 | 5    | 0,1  | 10,9  |
| Lugoj           | -0,9 | 1,4  | 5,7  | 10,9 | 16   | 19   | 20,7 | 20,2 | 16   | 10,9 | 5,8  | 0,9  | 10,6  |

| Luna            | Ian. | Feb. | Mar. | Apr. | Mai  | Iun. | Iul. | Aug. | Sep. | Oct. | Nov. | Dec. | Anual |
| Stația          | Ian. | Feb. | Mar. | Apr. | Mai  | Iun. | Iul. | Aug. | Sep. | Oct. | Nov. | Dec. | Anual |
| --------------- | ---- | ---- | ---- | ---- | ---- | ---- | ---- | ---- | ---- | ---- | ---- | ---- | ----- |
| Timișoara       | 39,8 | 36   | 36,7 | 48,7 | 64,6 | 76,1 | 63   | 49,8 | 40,3 | 38,9 | 48,2 | 49,8 | 591,9 |
| Sânnicolau Mare | 33,8 | 28,7 | 32,7 | 42,5 | 55,3 | 79,6 | 53,7 | 48,2 | 36,6 | 29,8 | 41   | 45,6 | 527,5 |
| Banloc          | 36,4 | 36,7 | 35,5 | 49,4 | 72   | 79,4 | 55,9 | 57,5 | 41,3 | 38,5 | 45,2 | 49,6 | 597,4 |
| Jimbolia        | 33,8 | 38,9 | 33,2 | 45   | 58,2 | 70,8 | 51,7 | 50,6 | 41,2 | 46,4 | 44,7 | 47,2 | 566,7 |
| Lugoj           | 48,3 | 40   | 40,7 | 55,4 | 79,8 | 90,8 | 63,5 | 56,7 | 47,1 | 44   | 48,2 | 57,5 | 672   |

## Demografie
Direcția de Evidență a Persoanelor Timiș are sediul în Timișoara, pe strada Franz Liszt nr. 3.
Conform recensământului efectuat în 2011, populația județului se ridică la 683.540 de locuitori, în creștere față de recensământul anterior din 2002, când se înregistraseră 677.926 de locuitori.
La 1 ianuarie 2020, potrivit datelor Institutului Național de Statistică, populația județului Timiș era de 758.380 de locuitori, 366.159 de sex masculin și 392.221 de sex feminin, ceea ce îl face al patrulea județ ca populație din România după Iași (903.634 locuitori), Prahova (777.529 locuitori) și Constanța (760.549 locuitori). Populația urbană din Timiș depășește 62%, valoare cu șapte puncte procentuale peste ponderea populației urbane a României. Populația urbană din județ a fost preponderent majoritară în ultimii 20 de ani, în ciuda fluxurilor migrației de revenire în rural, în perioadele de recesiune economică a orașelor. Pe grupe de vârstă, în 2020 majoritatea populației (52,25%) avea între 15 și 49 de ani. Populația tânără (sub 14 ani) reprezenta 14,03% din total, iar cea bătrână (peste 65 de ani) 14,97%. Procesul îmbătrânirii populației este mai intens la femei decât la bărbați, datorită speranței de viață mai mari a populației feminine și mai intens în mediul urban comparativ cu cel rural, datorită speranței de viață mai mari în localitățile urbane.

### Evoluție demografică
Comunele cu creșteri de populație sunt în jur de 40% din total, iar cele cu creșterile cele mai accentuate sunt grupate în jurul municipiului Timișoara: Dumbrăvița (102,6%), Ghiroda (20,4%), Remetea Mare (16,8%), Moșnița Nouă (27,9%), Sacoșu Turcesc (20,1%), Giroc (54,4%), Șag (15,4%), Sânmihaiu Român (40,8%), Săcălaz (16,8%), Dudeștii Noi (17,1%) și Sânandrei (16,1%). Dintre orașe, Jimbolia înregistrează o creștere de populație mai semnificativă (14,4%).

### Comunități etnice
După etnie, populația județului Timiș este relativ diversificată comparativ cu structura la nivel național. La recensământul din octombrie 2011, cea mai mare parte a locuitorilor județului (80,58%) s-au declarat ca fiind români. Aceștia sunt urmați de maghiari (5,16%), sârbi (2,12%), romi (1,47%), germani (1,24%), ucraineni (0,87%) și bulgari (0,65%), dintre etniile care au o pondere peste 0,5% din populație. Distribuția pe medii a etniilor arată că romii și ucrainenii sunt plasați majoritar în rural, pe când restul etniilor au reprezentanți stabiliți majoritar în mediul urban.
Conform Recensământului din 2021 județul Timiș are o populație de 650.533 cu o majoritate de români (74,44%) și minorități de maghiari (3,27%), romi (1,91%), sârbi (0,99%), germani (0,72%), ucraineni (0,64%), bulgari (0,5%), alte etnii (0,49%) și necunoscută (17,04%).

### Religii
Conform recensământului din 2011 cei mai mulți dintre locuitorii județului Timiș s-au declarat ortodocși (74,25% din populație). 7,98% s-au declarat romano-catolici, 3,82% penticostali, 1,37% reformați, 1,27% baptiști și 1,21% greco-catolici. De asemenea, 0,12% din populație nu are o religie, iar 0,16% se declară atei.
Timișoara este reședința Arhiepiscopiei Timișoarei, scaunul Mitropoliei Banatului. Arhiepiscopia își are jurisdicția asupra teritoriului județului Timiș, care este împărțit în 273 de parohii organizate în șase protopopiate:
- Timișoara I
- Timișoara II
- Lugoj
- Făget
- Deta
- Sânnicolau Mare

## Politică și administrație

Palatul Administrativ Timiș este sediul Consiliului Județean Timiș și Instituția Prefectului Județului Timiș. Construcția sa a fost finalizată în 1938

Consiliul Județean Timiș are sediul pe Blvd. Revoluției din 1989, nr.17.
Județul Timiș este administrat de un consiliu județean format din 36 consilieri. În urma alegerilor locale din 2024, consiliul este prezidat de Alfred-Robert Simonis de la PSD, iar componența politică a Consiliului este următoarea:
|  | Partid                          | Consilieri | Componența Consiliului | Componența Consiliului | Componența Consiliului | Componența Consiliului | Componența Consiliului | Componența Consiliului | Componența Consiliului | Componența Consiliului | Componența Consiliului | Componența Consiliului | Componența Consiliului | Componența Consiliului | Componența Consiliului | Componența Consiliului | Componența Consiliului | Componența Consiliului | Componența Consiliului | Componența Consiliului | Componența Consiliului | Componența Consiliului |
|  | ------------------------------- | ---------- | ---------------------- | ---------------------- | ---------------------- | ---------------------- | ---------------------- | ---------------------- | ---------------------- | ---------------------- | ---------------------- | ---------------------- | ---------------------- | ---------------------- | ---------------------- | ---------------------- | ---------------------- | ---------------------- | ---------------------- | ---------------------- | ---------------------- | ---------------------- |
|  | Alianța PSD-PNL                 | 20         |                        |                        |                        |                        |                        |                        |                        |                        |                        |                        |                        |                        |                        |                        |                        |                        |                        |                        |                        |                        |
|  | Alianța Dreapta Unită           | 11         |                        |                        |                        |                        |                        |                        |                        |                        |                        |                        |                        |                        |                        |                        |                        |                        |                        |                        |                        |                        |
|  | Alianța pentru Unirea Românilor | 5          |                        |                        |                        |                        |                        |                        |                        |                        |                        |                        |                        |                        |                        |                        |                        |                        |                        |                        |                        |                        |

## Infrastructură

### Transport rutier
Direcția Regională de Drumuri și Poduri are sediul în Timișoara, pe strada Coriolan Băran nr. 18.
Județul Timiș este traversat de trei drumuri europene majore și de Coridorul IV de transport paneuropean (rutier și feroviar) – cea mai importantă axă de transport a României, datorită situării pe rețeaua transeuropeană TEN-T. 

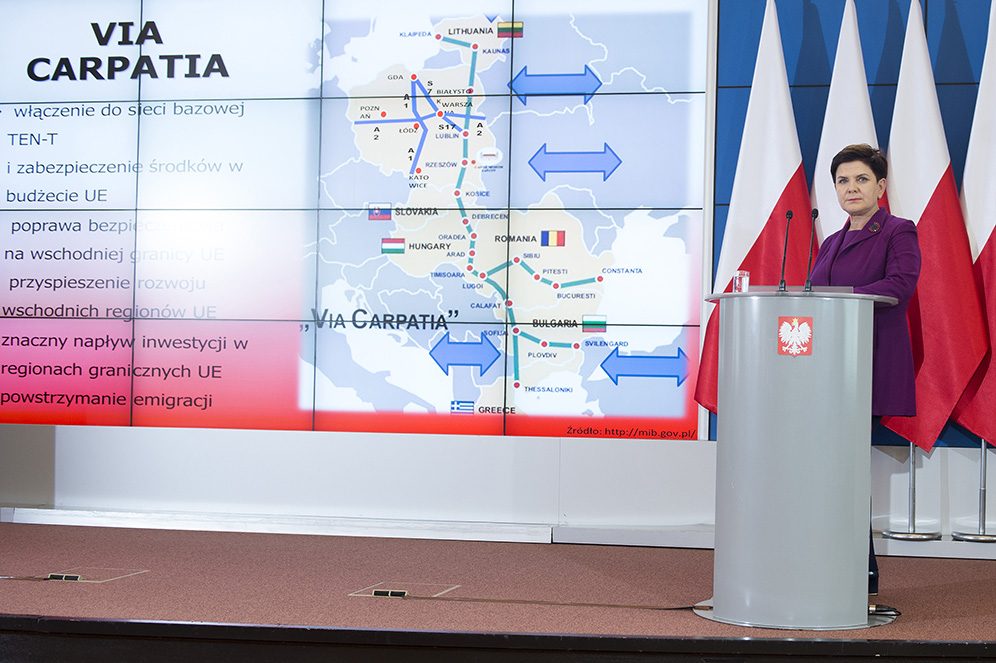
Traseul rutier transeuropean Via Carpatia, cu Timișoara și Lugoj indicate pe hartă

Transportul județean, național și internațional de călători este deservit de autocarele și microbuzele companiilor private, prin autogările existente, ce oferă servicii de carpooling și curse zilnice spre destinații din Europa, cum ar fi Flixbus, Eurolines, Dacos sau Atlassib. Alternativ, în Timiș operează firme private de ridesharing precum Uber, Bolt, BlackCab, Free Now, BlaBlaCar sau WhiteCab.

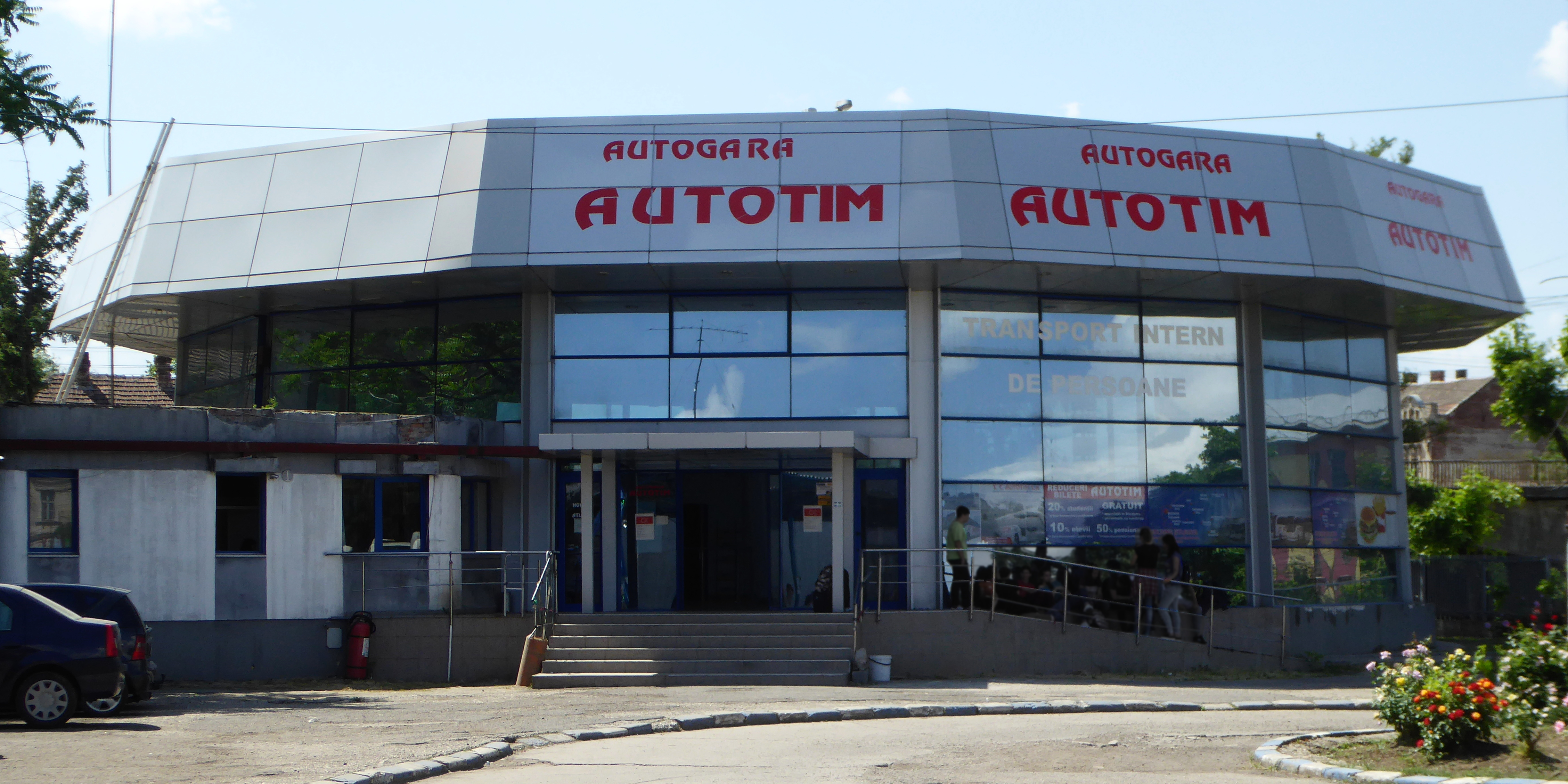
Autogara din Timișoara

Legăturile interjudețene și intrajudețene sunt asigurate de drumurile naționale principale și secundare, din care se desprinde o rețea densă de drumuri locale. Drumurile naționale aveau în județul Timiș în anul 2013 o lungime de 533,8 km, cele județene 1.273,7 km, iar cele comunale 1.108,6 km. Lungimea autostrăzilor în funcțiune în septembrie 2021 era de 106 km.
Timișul este conectat la rețeaua de drumuri europene, respectiv naționale, prin următoarele căi rutiere:
| Categorie                    | Drum  | Observații |
| ---------------------------- | ----- | --- |
| Autostrăzi                   | A1    | parte a Coridorului IV paneuropean; |
|                              | A6    | parte a traseului transeuropean Via Carpatia (Inițiativa celor Trei Mări); |
| Drumuri europene             | E70   | Tbilisi - Batumi - Trabzon - Istanbul - Varna - Ruse- București - Craiova - Timișoara - Deta > Vârșeț - Panciova - Belgrad - Zagreb - Ljubljana - Trieste - Veneția - Padova - Verona - Brescia - Torino - Lyon- Saint-Étienne - Bordeaux - Bilbao - Gijón - A Coruña;                                 |
|                              | E671  | Timișoara - Arad - Chișineu-Criș - Carei - Satu Mare; |
|                              | E673  | Lugoj - Făget - Margina - Ilia; |
| Drumuri naționale            |       | |
| Drumuri naționale principale | DN6   | București - Alexandria - Roșiorii de Vede - Caracal - Craiova - Filiași - Strehaia - Drobeta-Turnu Severin - Porțile de Fier - Orșova - Băile Herculane - Caransebeș - Lugoj - Recaș - Timișoara - Sânnicolau Mare > Macău - Seghedin - Kecskemét - Budapesta - Tatabánya - Győr - Bratislava - Viena; |
|                              | DN58B | Voiteg - Gătaia - Bocșa - Reșița; |
|                              | DN59  | Timișoara - Deta > Vârșeț - Panciova - Belgrad; |
|                              | DN59A | Timișoara - Cărpiniș > Becicherecu Mare - Novi Sad - Belgrad - Čačak - Visegrád - Sarajevo - Mostar - Split; |
|                              | DN69  | Timișoara - Orțișoara - Vinga- Șagu - Arad; |
| Drumuri naționale secundare  | DN57  | Orșova - Moldova Nouă - Oravița - Jamu Mare - Stamora-Moravița; |
|                              | DN58A | Reșița - Victor Vlad Delamarina - Lugoj; |
|                              | DN59B | Cărpiniș - Foeni - Banloc - Deta; |
|                              | DN59C | Jimbolia - Comloșu Mare - Teremia Mare - Sânnicolau Mare; |
|                              | DN59F | Sânnicolau Mare - Dudeștii Vechi - Valcani > Serbia; |
|                              | DN59E | Comloșu Mare - Lunga > Chichinda Mare; |
|                              | DN59D | Foeni > Modoș; |
| Drumuri locale               |       | |
| Drumuri județene             |       | 47 de trasee |
| Drumuri comunale             |       | 176 de trasee |

Proiectele rutiere în pregătire, cuprinse în Masterplanul General definitivat de Ministerul Transporturilor sunt: autostrada A9 Timișoara-Moravița-Belgrad, completarea și finalizarea variantei de ocolire Timișoara și Drumul Expres Aeroportul Internațional Traian Vuia-Autostrada A1. 
Un alt proiect de infrastructură major pentru Timișoara și Județul Timiș îl reprezintă noua legătură rutieră dintre România și Serbia la Autostrada „Zâmbetul Voivodinei” (Vojvođanski osmeh), aflată în construcție. Aceasta va conecta Voivodina de punctul de frontieră cu România la Srpska Crnja, aproape de Jimbolia, asigurând legătură directă între Timișoara și Coridorul Pan-European X care traversează Serbia, rută ce leagă Europa Occidentală de Balcanii de Sud și Turcia.

Coridorul Rin-Dunăre, având Timișoara ca punct nodal de transport, constituie conexiunea dintre Europa Centrală și cea de Est

### Transport feroviar
Rețeaua de cale ferată însuma în anul 2012 un număr de 795 km, din care 113 cale ferată electrificată. Cu 91,4 km de cale ferată la 1.000 km², județul Timiș are cea mai densă rețea de căi ferate din țară. Operatorii feroviari din județ sunt: CFR, Astra Trans Carpatic și Regio Călători.

Traseul paneuropean al Coridorului Orient/Est-Marea Mediterană traversează Timișul, transformând județul în singurul nod intermodal complet al României (rutier/de marfă & logistic internațional, feroviar, aerian, fluvial, cicloturistic, ecologic/sustenabil și energetic - gazoductele BRUA și Recaș-Mokrin, precum și linia electrică de înaltă tensiune Mid Contiental East Corridor) - integrat în fluxurile continentale primare de transport și distribuție

Pe teritoriul județului Timiș rețeaua feroviară este formată dintr-o magistrală principală (900) și 14 linii secundare care aparțin magistralelor 900 (București Nord-Timișoara Nord), 200 (București Nord-Curtici) și 300 (București Nord-Episcopia Bihor). Magistrala 900 de cale ferată, străbate teritoriul județului pe relația Jena-Lugoj-Recaș-Remetea Mare-Timișoara Nord. Aceasta face parte din Coridorul paneuropean feroviar IV-ramura sudică, ce străbate Europa pe traseul Dresda-Praga-Brno-Bratislava-Viena-Győr-Budapesta-Timișoara-Lugoj-Băile Herculane-Orșova-Porțile de Fier-Drobeta-Turnu Severin-Calafat-Vidin-Sofia-Plovdiv-Istanbul. De la Timișoara există legături internaționale directe spre Vârșeț, Budapesta, Viena, Belgrad și Sofia prin InterRail.

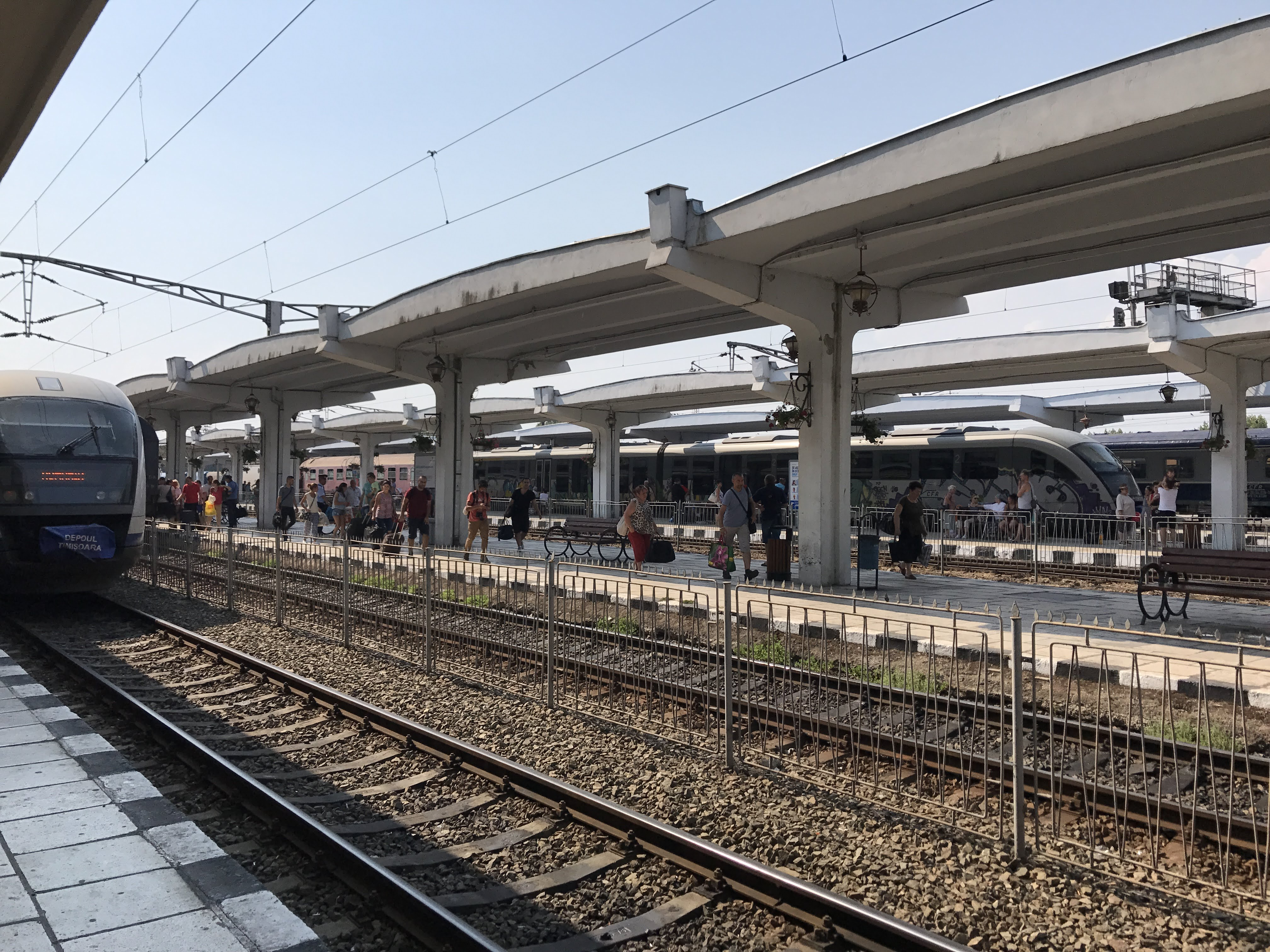
Trenuri Siemens Desiro, aparținând Regionalei CFR Timișoara, în Gara de Nord din oraș. Cunoscute ca „Săgeata Albastră”, aceste automotoare ultramoderne sunt utilizate pentru transportul regional și interregional de călători

Județul este străbătut de următoarele linii feroviare:
- magistrala CFR 212 (Lugoj–Ilia);
- magistrala CFR 213 (Timișoara Nord–Timișoara Est–Radna);
- magistrala CFR 216 (Sânnicolau Mare–Valcani);
- magistrala CFR 217 (Timișoara Nord–Nerău);
- magistrala CFR 218 (Timișoara Nord–Cenad);
- magistrala CFR 310 (Timișoara Nord–Ronaț Triaj–Aradul Nou–Arad);
- magistrala CFR 900 (București Nord–Craiova–Caransebeș–Timișoara Nord) parte a coridorului IV paneuropean feroviar Dresda–Istanbul (ramura sudică). Segment în reabilitare integrală, pe porțiunea Arad – Timișoara – Caransebeș, cu o valoare investițională de 8,77 miliarde de lei.[45];

- magistrala CFR 918 (Timișoara Sud–Buziaș–Lugoj);
- magistrala CFR 919 (Timișoara Nord–Jimbolia–Kikinda);
- magistrala CFR 920 (Jebel–Liebling);
- magistrala CFR 921 (Jebel–Giera);
- magistrala CFR 922 (Timișoara Nord–Stamora Moravița) – TEN-T Comprehensive. Tronson în modernizare și electrificare, cu un cost de peste 380 de milioane de euro.[46];
- magistrala CFR 922A (Voiteg–Gătaia–Reșița Nord);
- magistrala CFR 926 (Timișoara Nord–Timișoara Vest–Cruceni);
- magistrala CFR 927 (Cărpiniș–Iohanisfeld).

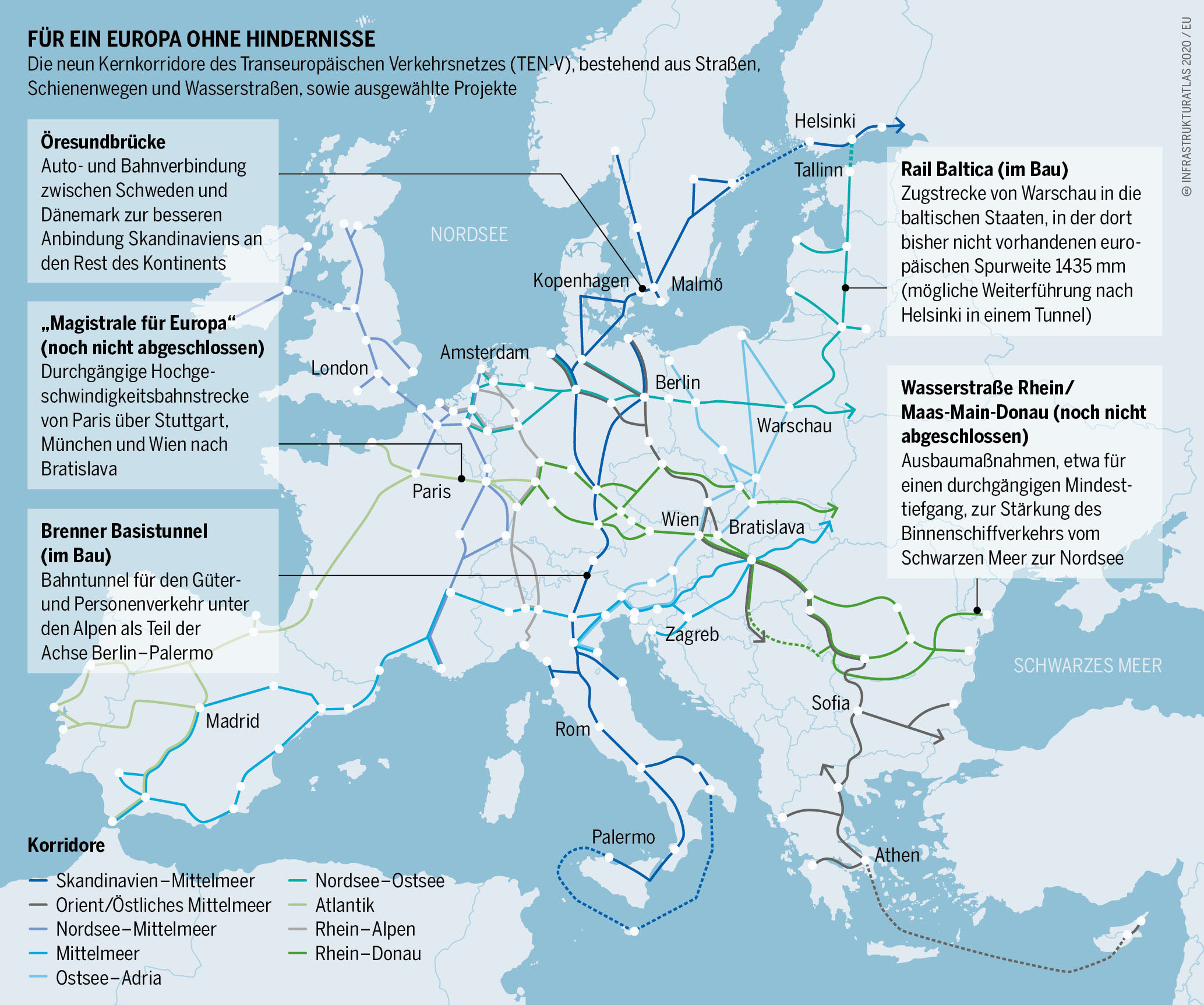
Harta celor 9 rute de transport TEN-T, cu traseul nodal Rail-2-Sea Gdańsk-Constanța evidențiat, traversând Timișul

Conform Mersul trenurilor de călători publicat de Compania Naționala de Căi Ferate „CFR” SA, în județul Timiș există 133 de stații operabile ce se clasifică astfel:
- 30 de stații;
- 12 halte (hcv.);
- 24 de halte deschise pentru traficul de călători cu vânzător de bilete (hc.);
- 48 de halte deschise pentru traficul de călători fără vânzător de bilete (h.);
- 19 halte de mișcare (hm.).

Metrou

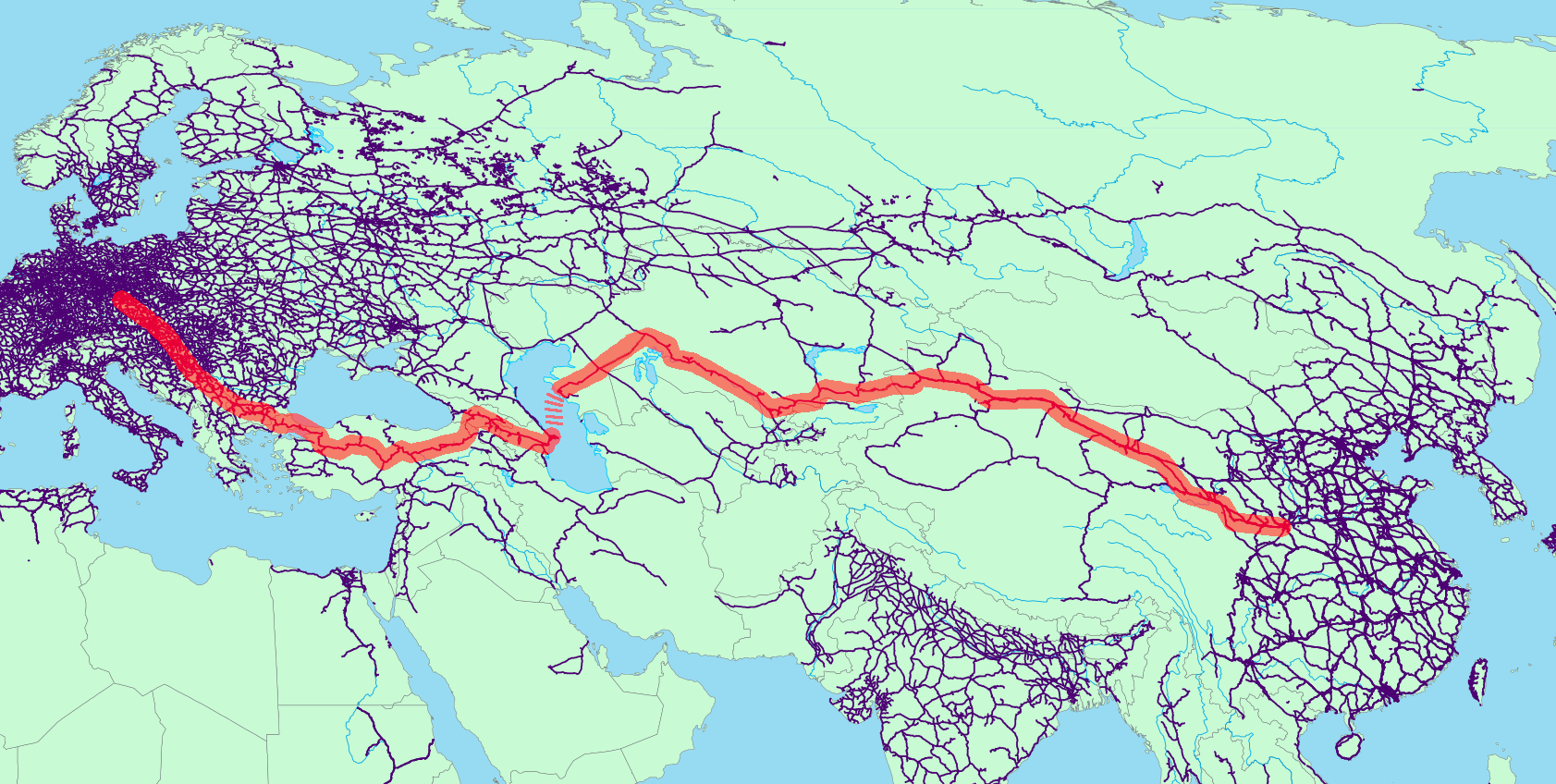
Traseul feroviar al Noului Drum al Mătăsii, cea mai mare rută comercială din lume, leagă Xi’an (China) de Praga (Cehia). Calea ferată traversează Eurasia - Asia de Est și Centrală, Marea Caspică (feribot), Caucazul și sud-estul Europei. Ramificația estică a liniei străbate România pe relația Calafat-Craiova-Drobeta-Turnu Severin-Timișoara-Curtici, înainte de a ajunge în Europa Centrală, consolidând rolul județului în rețeaua mondială de transporturi de marfă, schimb de bunuri și comerț internațional

Din anul 2018 au început demersurile pentru implementarea serviciului de transport public cu metroul în Timișoara, alocându-se 145.000 de lei pentru studiile de fezabilitate necesare. Acesta cuprinde, în primă fază, două magistrale principale: una care leagă Dumbrăvița de Moșnița Nouă pe axa N-S (M1); și alta care leagă Calea Șagului de Aeroportul Internațional Traian Vuia (M2), pe axa E-V. Proiectul prevede două tronsoane de aproximativ 25 de km, cu un cost de peste 2 miliarde de euro. Durata de execuție estimată este de 120 de luni.

### Transport aerian
În județul Timiș se găsesc două aeroporturi, de mărimi și cu funcțiuni diferite, ambele situate în apropierea municipiului Timișoara și cu acces din DN6, respectiv:
- Aeroportul Internațional Timișoara – Traian Vuia;

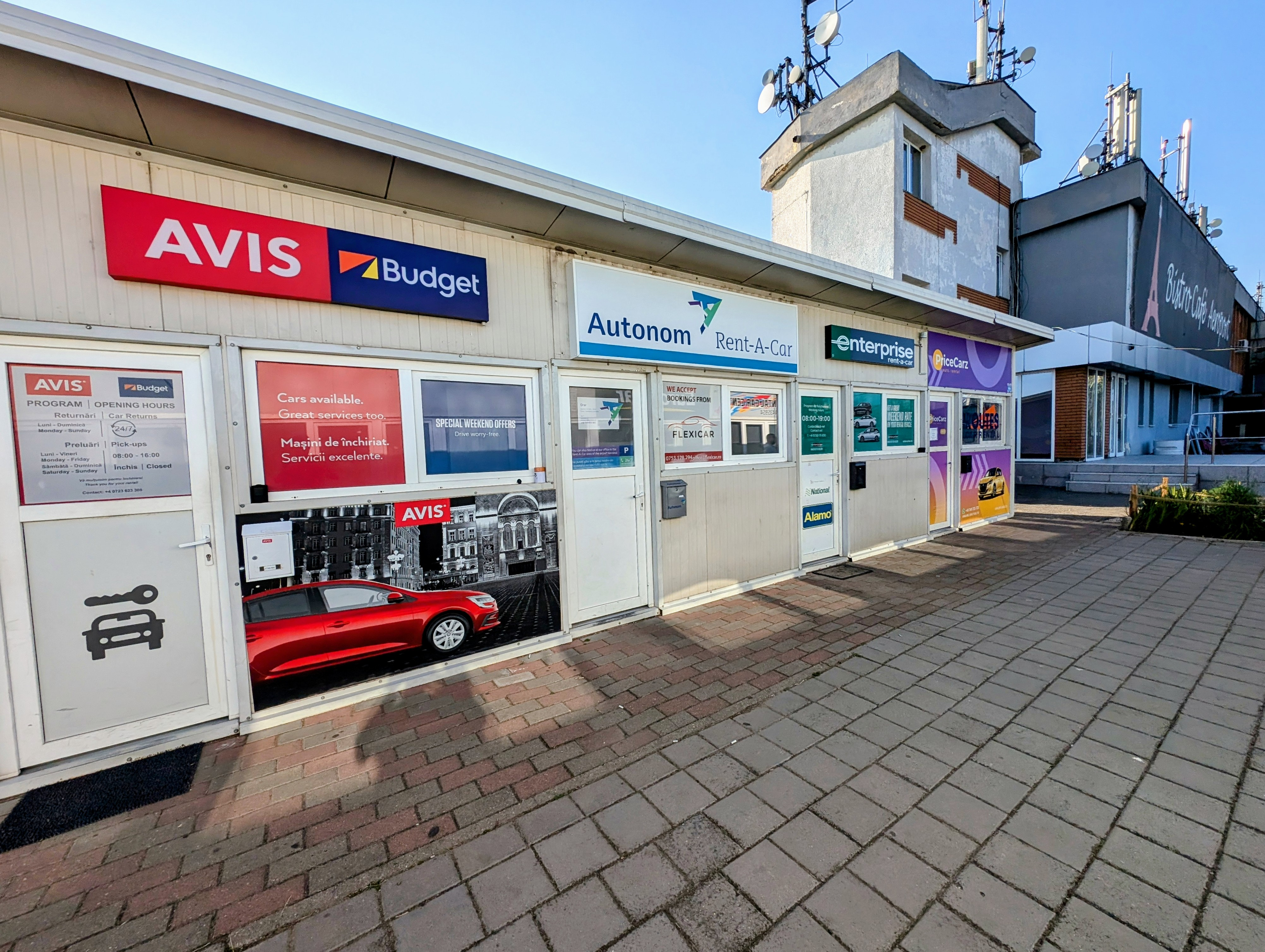
Companii autohtone și multinaționale de ridesharing și închirieri auto pe Aeroportul Internațional Traian Vuia din Timișoara

- Aeroportul Utilitar Cioca.

Aeroportul Internațional Timișoara – Traian Vuia, amplasat la nord-est de municipiul Timișoara, la o distanță de aproximativ 10 km de centrul orașului, deservește populația județului Timiș, clasându-se al treilea aeroport ca importanță din România (în funcție de numărul pasagerilor și cantitatea de marfă transportată). Acesta are 11 operatori de călatori ce oferă zboruri regulate spre destinații interne și externe: Blue Air, Ryanair, TAROM, Wizz Air, Lufthansa, Aegean Airlines, Corendon Airlines, Eurowings, FlyEgipt și Freebird Airlines precum și 6 operatori cargo: Airest, ASL Airlines Belgium, DHL Aviation, Silver Air, Swiftair și TAROM Cargo. În medie, 256 de curse aeriene de pasageri decolează sau aterizează la Timișoara, în fiecare săptămână. La acestea se adaugă alte 45 de curse săptămânale de marfă spre sau dinspre Köln-Bonn, Budapesta, Katowice, București-Otopeni, Cluj-Napoca, Nürnberg, Erfurt și München. În anul 2017, prin Aeroportul Internațional Timișoara au trecut 1,7 milioane de pasageri.
Aeroportul Utilitar Cioca din Timișoara este situat în partea de vest a localității, la circa 5 km distanță de aceasta, într-o zonă cu o dezvoltare economică continuă determinată de investiții private și publice, respectiv între drumurile naționale DN6 și DN59A pe direcția Timișoara–Cenad și Timișoara–Jimbolia. Acesta este unicul aeroport utilitar al regiunii Vest. În prezent, aeroportul are o pistă inierbată de 750 m lungime și o lățime de 30 m, pentru activități specifice de zbor pe care se operează la vedere pe timp de zi, precum și construcții destinate activității utilitare și sportive pe direcția 50–230°.

#### Centru Logistic Intermodal
În August 2022 au început demersurile pentru construirea Centrului Logistic Intermodal Timișoara. Proiectul are suprafață de 65 de hectare, va necesita investiții de peste 300 de milioane de euro și va oferi facilități de depozitare și transport multimodal pentru mărfurile intercontinentale.

### Transport naval
Prin intermediul Canalului Bega, Timișul are acces la Coridorul pan-european VII Dunăre–Main–Rin, diagonală fluvială ce unește nordul de sud-estul Europei (Marea Nordului de Marea Neagră), permițând barjelor și șlepurilor transportul mărfurilor pe calea apei, legând Timișul de bazinul Ruhr și 4 capitale europene (Belgrad, Budapesta, Bratislava și Viena), și mai departe până în port la Rotterdam, pe relația Linz-Frankfurt pe Main-Köln-Düsseldorf.

### Transport alternativ
Timișoara este singurul oraș românesc cu transport public urban de călători pe apă, realizat cu ambarcațiuni de tip vaporetto, aflate în directa exploatare a Societății de Transport Public Timișoara (STPT). Călătoria se poate achita prin SMS la 7442 cu textul V.
Se poate naviga de asemenea pe Bega cu șalupe, de 6 sau 12 persoane, ce efectuează curse private de agrement la cerere, din Timișoara până la ecluza din Sânmihaiu Român și mai departe până la stăvilarele de la Srpski Itabej și Klek. Pentru agrement turistic există hidrobiciclete și bărci care pot fi închiriate.
În planul zonei de vest, se construiește rețeaua regională de piste cicloturistice, cu o lungime totală de 1.729 de kilometri, cel mai mare proiect de infrastructură velo din România. Aceasta cuprinde județele Timiș, Arad, Caraș-Severin și Hunedoara, și are un cost de 142 de milioane de euro.

## Economie
Serviciul de relații externe, protocol și mediul de afaceri are sediul pe Blvd. Revoluției din 1989 nr.17.
Prin dezvoltarea antreprenoriatului și a companiilor locale într-o economie de piață bazată pe cerere și ofertă, concurență și comerț liber, Timișul a beneficiat totodată de globalizare și investiții ale corporațiilor internaționale, generând bogăție și creștere economică într-un județ caracterizat de liberalism economic și piață liberă, susținut de o mână de lucru salariată calificată ce creează valoare adăugată ridicată.
Se oferă facilități atractive, precum reduceri fiscale semnificative, sprijin financiar substanțial și infrastructură de suport tuturor investitorilor care dezvoltă parcuri de afaceri, parcuri industriale, proiecte rezidențiale și de retail, precum și din celelalte sectoare economice.
Timișul are cea mai dinamică economie din România și cel mai mare aflux de noi investiții dintre zonele regionale.
Județul Timiș are un produs intern brut (PIB) aferent anului 2020 de 50,27 miliarde de lei, depășit doar de București (245 miliarde), conform datelor Comisiei Naționale de Strategie și Prognoză și Ministerului Economiei, contribuind cu peste 5% din PIB-ul total al României, având o economie dezvoltată și printre cele mai ridicate rate antreprenoriale din țară.
Județul înregistrează una dintre cele mai scăzute rate ale șomajului, de sub 1% în 2018. În 2016, Timișul avea, după București, cel mai mare număr de companii din țară (peste 31.000). În anul 2019, 257,766 de persoane, reprezentând 36% din populație, lucrau în companiile din județ, fiind cea mai mare rată de angajare din România după zona București–Ilfov.
Conform datelor Institutului Național de Statistică, soldul total al investițiilor străine directe (ISD) din județul Timiș, fără cele autohtone, a fost la sfârșitul anului 2023 de cca. 5,2 miliarde de euro, cifră care clasează județul pe locul trei în țară, după București și Ilfov, și primul din provincie.

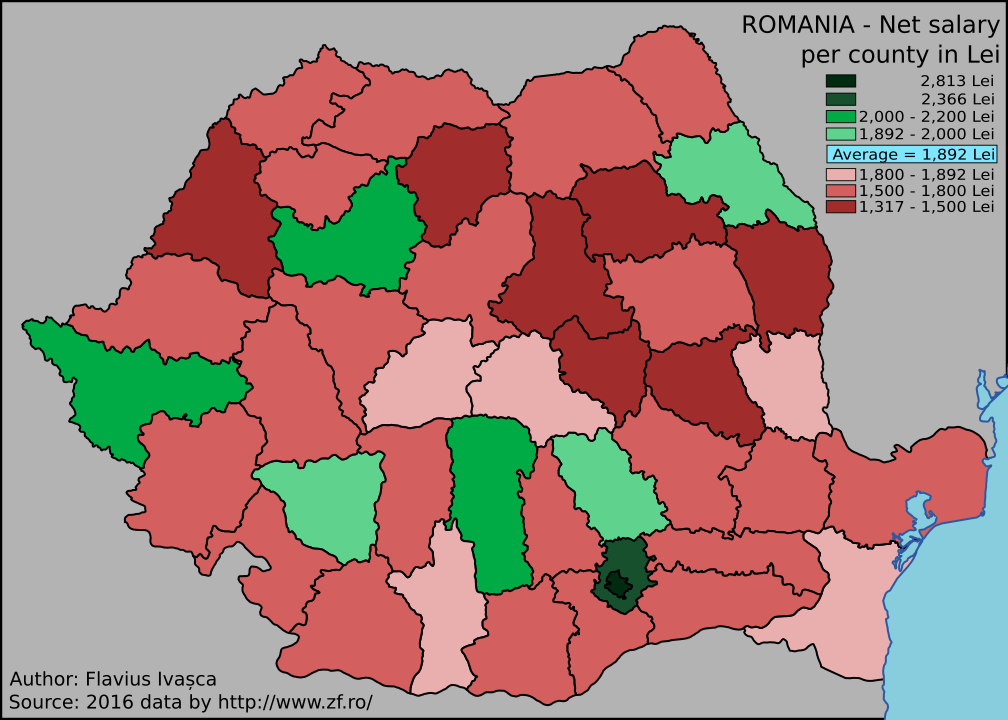
Harta salariului net, pe județe, în România. Timișul are cel mai mare venit mediu din țară după București, iar reședința Timișoara cel mai ridicat standard al vieții la nivel național (locul 53 în Europa)

Timișul are al doilea cel mai mare salariu mediu net din România, ajungând în 2024 la 6.649 de lei, depășit doar de capitala București (6.690 lei), fiind în creștere cu 16,1% față de anul 2023, cea mai mare valoare din România. Pe lângă acesta, se adaugă stimulente fiscale adiționale și beneficii extrasalariale semnificative - bonuri de masă, tichete cadou și de creșă, vouchere de vacanță, carduri preplătite sau pachete de asigurări, precum și deduceri fiscale, decontări și subvenții majore, acordate de angajatorii timișeni. Județul are cea mai mare creștere economică din România între anii 2014 - 2024, valoarea PIB-ului pe cap de locuitor crescând cu 217%. 

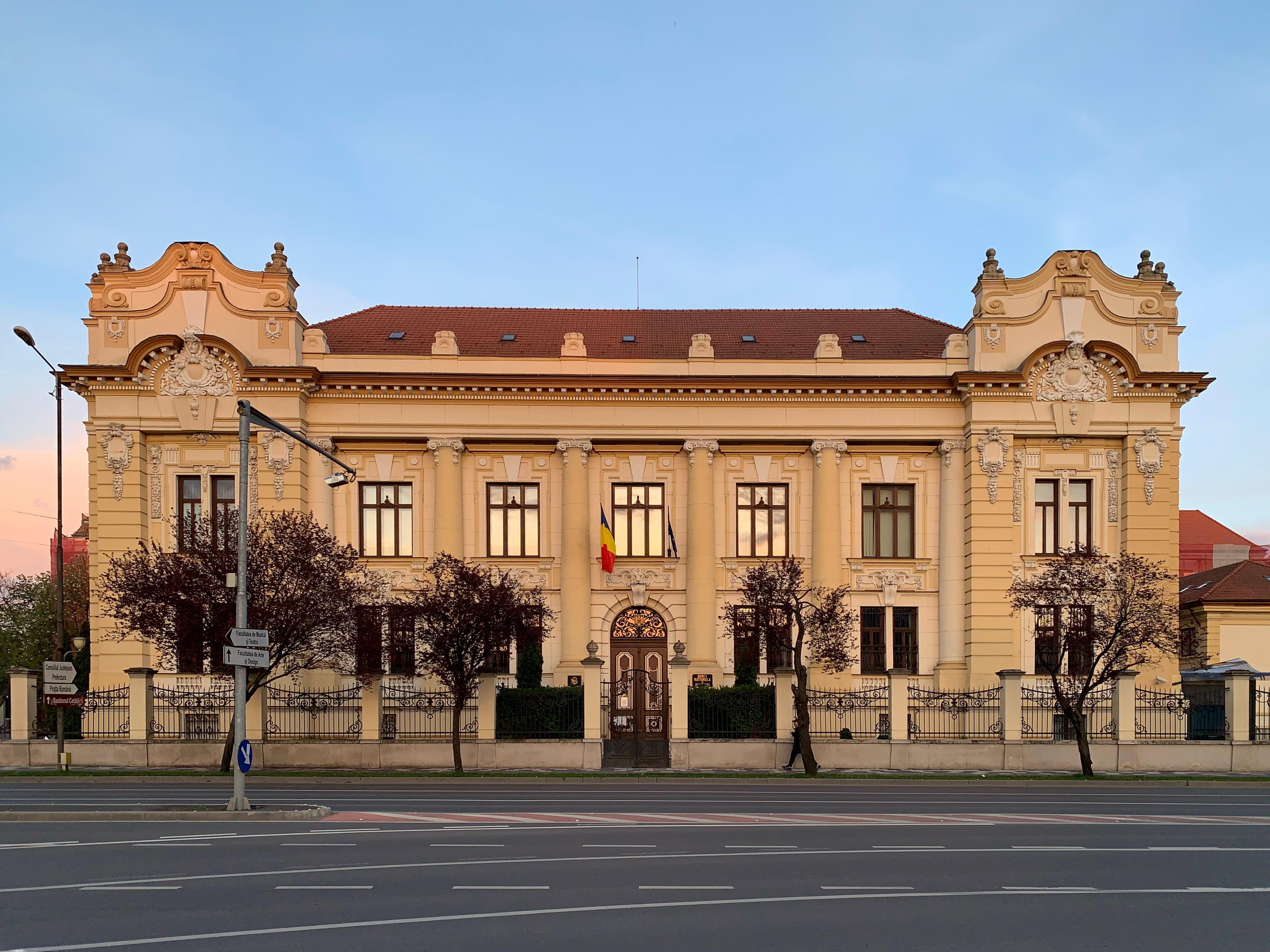
Sediul Sucursalei Regionale Timiș a Băncii Naționale a României, lângă Palatul Poștelor din Timișoara

În același timp, populația are un nivel de educație financiară superior mediei naționale, obținând venituri suplimentare semnificative din ore adiționale de lucru, contracte parțiale de muncă și prestări de servicii în regim liber-profesionist, închirierea de proprietăți/imobile de raport/regim hotelier (Imobiliare.ro, HomeZZ, Romimo.ro, Airbnb, TripAdvisor, Trivago, Booking.com, OLX, Momondo, HotelsCombined, CouchSurfing,  etc.), acțiuni și obligațiuni (bursă, titluri de valoare, dividende, etc.), investiții (metale, pietre prețioase, etc.), economisire (depozite bancare, fonduri de investiții, instrumente financiare derivate), finanțe descentralizate (criptomonede, initial coin offerings, monede digitale), ș.a.m.d.

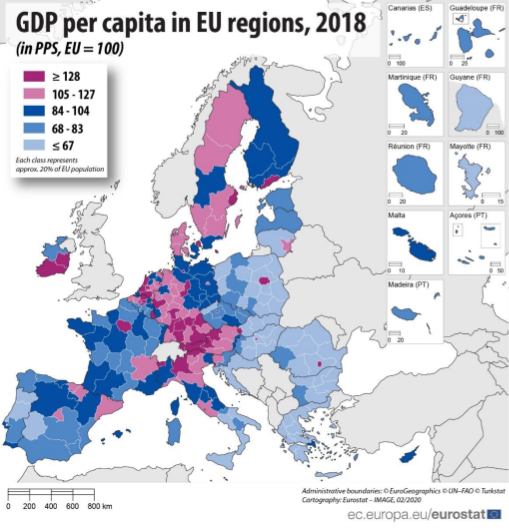
Produsul intern brut per capita al regiunilor Europei. Zona de Vest este cea mai dezvoltată economic din România, alături de București-Ilfov, datorită industriei puternice, sectorului IT/Tech în expansiune accelerată și atragerii constante de investiții

Timișul este, la rândul său, unul din principalele centre financiare ale României, beneficiind de prezența tuturor băncilor active pe piața națională, reședința Timișoara găzduind majoritatea sediilor filialelor regionale din zona de Vest, având o rețea extinsă de agenții și bancomate, precum și o dinamică emergentă în zona sectorului fintech, susținută de infrastructura locală de comunicații dezvoltată și de interesul crescut al timișenilor pentru digitalizarea serviciilor financiare. Pe lângă acestea, județul găzduiește un număr semnificativ de Instituții Financiare Nebancare (IFN-uri); companii de asigurări; cooperative de credite și contracte de împrumut; societăți și firme de brokeraj; corporații de consultanță financiară, audit și contabilitate; fonduri de investiții, speculative & capital de risc; business angels și grupuri de experți (Financial Think Tanks); incubatoare și acceleratoare de afaceri; entități/asocieri și organizații specializate în scrierea și atragerea de fonduri europene și finanțări pentru sectorul privat/parteneriate publice-private; concerne autohtone și internaționale cu soluții de refinanțare; structuri de publicitate și promovare, planuri/politici de marketing/strategii de investiții și scalabilizare a afacerilor; firme de cercetări de piață/analiză media; companii/ persoane fizice autorizate și traineri/formatori de marketing digital & afiliat/e-Commerce/SEM-SEO și telemarketing; întreprinderi de suport pentru stocarea informațiilor în baze/centre de date; holding-uri de branding/externalizare/mercantizare și plasare de produse; operatori economici de recuperare a taxelor și impozitelor/creanțelor și datoriilor/colectare debite și restanțe fiscale; etc., cu servicii dedicate clienților persoane fizice și persoane juridice.
Județul Timiș are, după București, cel mai mare raport pozitiv dintre populația activă și pensionari dintre județele țării (+43,5%), urmat la mică distanță, de Județul Arad (+39%).
Potrivit unui raport al Băncii Mondiale din anul 2024, Timișoara are cel mai ridicat nivel al Indicelui de Dezvoltare Umană (IDU) (0.984) din România. Raportul a analizat parametri precum speranța de viață, nivelul educației, standardele de trai și venitul pe cap de locuitor.
Totodată, municipiul Timișoara este lider în privința proiectelor de investiții private din afara Bucureștiului în perioada 2021-2024, atrăgând capital de peste 1 miliard de euro, mai mult de jumătate din totalul investițiilor regionale desfășurate în România, în proiecte de birouri, ansambluri rezidențiale, depozite de mărfuri, retail și hoteluri. Potrivit unei analize efectuate de Romania Property Club în anul 2024, Timișoara atrage în perioada 2025-2029 investiții de peste 4 miliarde de euro, cca. 22% din capitalul total investit în România, depășită doar de București, care atrage aproape 40%.
În anul 2021 Timișoara a fost declarat cel mai bun oraș din România și al treilea din Europa pentru munca la distanță, conform raportului de specialitate efectuat de platforma OVO Network. Cu o viteză de download de 90,27 de megabiți pe secundă, Timișoara a fost în 2013 orașul cu cel mai rapid Internet din lume.
Sediul Agenției Județene pentru Ocuparea Forței de Muncă se află în apropierea Gării de Nord, pe Bulevardul Republicii nr. 21, în Timișoara.
Manifestări precum Angajatori de TOP – cel mai mare târg de locuri de muncă din România, Zilele Carierei sau Târgul Locurilor de Muncă, sunt evenimente de tradiție în peisajul economic timișean.

### Sectorul industrial
Industria județului Timiș este puternică și diversificată, datorată ratei ridicate a investițiilor Greenfield și Brownfield, localizării vestice a județului, înaltei calificări a forței de muncă precum și tradiției antreprenoriale. Ponderea cea mai însemnată în producția totală a județului o deține industria prelucrătoare, având ca subramuri: industria electronică, industria alimentară, industria chimică, industria textilă, industria de prelucrare a metalului și a lemnului. La 1 ianuarie 2019, 35,8% din populația ocupată civilă a județului activa în sectorul industrie și construcții.
Exporturile Timișului, județ care se clasează la capitolul livrări pe piețele externe pe poziția a doua, după București, s-au situat în anul 2020 la peste 35,5 de miliarde de lei, fiind printre puținele din țară cu balanță comercială pozitivă, totodată Timișul fiind cel mai mare importator de bunuri de consum, după Capitală.
Județul Timiș avea la sfârșitul anului 2020, conform Comisiei Naționale de Strategie și Prognoză, un Produs Intern Brut pe cap de locuitor în valoare de 15,870 euro, 30% peste media națională, și o rată anuală de creștere de 5-10%.
Dintre principalele unități care activează în industrie în județul Timiș pot fi amintite: ELBA, AEM, Frigoglass, Lipoplast, Bega Tehnomet, Azur, Linde Gas, ThyssenKrupp, Rus Savitar, Mondial, ButanGas, Procter & Gamble, Timișoreana, Comtim, Coca-Cola, Fornetti, ș.a.

### Sectorul IMM și Start-Up
Agenția pentru Întreprinderi Mici și Mijlocii, Atragere de Investiții și Promovarea Exportului are sediul în Timișoara, pe Bd. Eroilor de la Tisa nr.22.
Întreprinderile mici și mijlocii, precum și persoanele fizice și juridice autorizate sau asociațiile familiale au cunoscut, începând din anul 1990, o dezvoltare puternică în cadrul economiei județene, reprezentând în prezent cca. 80% din totalul firmelor înmatriculate la Oficiul Național al Registrului Comerțului, conform datelor furnizate de Ministerul pentru Mediul de Afaceri, Comerț și Antreprenoriat, sector accelerat de granturile specifice oferite de Start-up Nation, ONG-uri și universități. Analiza structurii IMM-urilor a Agenției Județene pentru Ocuparea Forței de Muncă reliefează faptul că majoritatea forței de muncă din acest sector este angrenată în servicii, comerț și operațiuni de import–export.
Timișul are un număr mare de firme în întreprinderi mici și mijlocii, în domenii tradiționale – cum sunt industria textilă și a confecțiilor, fabricarea articolelor de îmbrăcăminte și industria pielăriei și încălțămintei: Guban, Banatim, Moda Tim sau Technic Development. De remarcat că aceste domenii s-au dezvoltat inclusiv datorită societăților autohtone, tradiționale în județ, precum Uzinele Textile sau Pasmatex.

### Sectorul automobilistic și de înaltă tehnologie
Dintre principalele unități care activează în industria automobilistică și high tech în județul Timiș pot fi amintite: AKWEL, Continental AG, Zoppas Industries, ABB Rometrics, Forvia, Porsche Engineering, ZF Friedrichshafen, Litens Automotive, Honeywell, Siemens, Kromberg & Schubert, Dräxlmaier, Mahle, Autoliv, TRW Automotive, Heraeus, Saguaro Technology, Kimball Electronics, EYBL, Vitesco Technologies, Hamilton, ELSTER Rometrics, Liberty Spring, Helbako Electronica, Noventa, Valeo, Flextronics, Dura, Ericsson, și multe altele.
În anul 2016 în zona cartierului Freidorf din Timișoara, a fost inaugurat incubatorul CERC (Centrul Regional de Competențe și Dezvoltare a Furnizorilor în Sectorul Automotive) care sprijină investițiile în sectorul automotive prin implementarea unui pachet de servicii și a unor programe de training în beneficiul întreprinderilor din sector, cu scopul creșterii competențelor acestora, și implicit a performanței sectorului automotive la nivel regional. Acestă ramură economică are vechi tradiții, la Timișoara fabricându-se, între anii 1988 și 1991, modelul de autoturism românesc Dacia 500 Lăstun în uzinele Technometal.
Clusterul Regional în Domeniul Automotive are sediul în Timișoara, pe strada Gheorghe Lazăr nr. 14.
Noua Pistă de Testare Auto, proiect de 100 de milioane de euro, care cuprinde un centru integrat de cercetare – dezvoltare și un Smart City dedicat testării vehiculelor autonome, se construiește în localitatea Biled.
Centrul Regional de Inovare și Transfer Tehnologic are sediul în Palatul Dejan din Timișoara, pe strada Proclamația de la Timișoara nr. 5.

### Sectorul construcțiilor
Oficiul de Cadastru și Publicitate Imobiliară Timiș are sediul în Timișoara, pe strada Armoniei nr. 1C.
În vederea reducerii consumului de energie și a nivelului emisiilor generate de clădirile din sectorul construcțiilor, autoritățile județene oferă sprijin investitorilor pentru implementarea celor mai înalte standarde de sustenabilitate și eficiență energetică pentru clădirile verzi, precum LEED, BREEAM, WELL și nZEB+, atât pentru proiectele de birouri, cât și pentru cele de locuințe, comerciale, logistice sau industriale, asigurând totodată dezvoltatorilor, prin acest pachet de măsuri, costuri minime de întreținere și operare și o rentabilitate investițională maximă, proiect stimulat și prin inițiativele guvernamentale cu finanțare europeană nerambursabilă, cum ar fi Casa Verde.
Piața rezidențială timișeană, susținută de trendul economic ascendent, a cunoscut un boom în a doua jumătate a anilor 2010. În anul 2020 un record regional de 6.003 locuințe au fost livrate pieței, în creștere cu 223% comparativ cu anul 2010.
În primele 9 luni din 2016, potrivit datelor Agenției Naționale de Cadastru și Publicitate Imobiliară (ANCPI), s-au încheiat 32.836 tranzacții de vânzare/cumpărare, județul Timiș fiind astfel cea mai mare piață imobiliară din țară după București–Ilfov, performanță impulsionată și de programele guvernamentale dedicate, cum ar fi Noua Casă.
87% din acestea au avut loc în Timișoara și comunele limitrofe. Comunitățile rezidențiale suburbane reprezintă un fenomen din ce în ce mai vizibil în zona metropolitană, găzduind locuitori din clasele de mijloc și superioară, datorită procesului de gentrificare.
În 2023, cu un total de 1.459 de proiecte rezidențiale în execuție și pregătire, Timișul a devenit oficial cea mai mare piață imobiliară din România, devansând zona București-Ilfov (1.130 proiecte).
Proiecte imobiliare integrate și dezvoltări cu utilizare mixtă de mare anvergură, ce urmează principiile de planificare urbană ale Orașului de 15 Minute și ale Noului Bauhaus European (NEB), sunt în construcție, cu precădere în zona Timișoarei - noul cartier Timișoara Nord, cu o suprafață de peste 1.000 de hectare, ce cuprinde investiții private de peste 5 miliarde de euro , sau noua zonă de regenerare urbană Antenelor, din jurul ansamblului urbanistic Iulius Town Timișoara, ce cuprinde clădiri de birouri, ansambluri rezidențiale, hoteluri, spații comerciale și zone verzi, fiind doar câteva exemple.
Filiala Teritorială Timiș a Ordinului Arhitecților din România, are sediul în Timișoara, pe strada Take Ionescu nr. 50.
Târgul Imobiliar Timișoara, cel mai mare eveniment de profil din vestul României, reunește în fiecare an peste 200 de dezvoltatori și profesioniști în domeniu.

### Sectorul comercial
Piața timișeană de comerț cu amănuntul cuprinde numeroase magazine, supermarketuri și hipermarketuri operate de către concerne naționale și internaționale precum: Annabella (supermarket); Auchan (Auchan Holding); Kaufland & Lidl (Schwarz Gruppe); Carrefour Hypermarket, Carrefour Market, Carrefour Express și Supeco (Groupe Carrefour); Penny Market (REWE Group); Mega Image - Shop&Go (Delhaize Group & Ahold Delhaize); reMarkt (Metro AG); METRO & La Doi Pași (Metro AG); Selgros (Coop Group); Super Mercato (Super Mercato Group); Profi (Mid Europa Partners - Louis Delhaize Group); Unicarm (Vasile Lucuț); Jumbo (Apostolos E. Vakakis) și Decathlon (Mulliez Group). La acestea se adaugă numeroase aprozare, magazine de proximitate și alimentare, ce completează nevoile de consum ale timișenilor.
Pe piața de bricolaj și DIY sunt prezente magazinele și showroom-urile companiilor Altex-Greenfield (Cometex); IKEA (Inter IKEA Systems B.V. Group); Dedeman (Dragoș și Adrian Pavăl); Hornbach (Hornbach Holding AG); Brico Dépôt (Kingfisher); Arabesque (Cezar Rapotan); Leroy Merlin (Adeo Group); Mobexpert (Dan Șucu) și Mömax (XXXLutz), parte a unor rețele autohtone și internaționale.

### Sectorul agricol, horticol și silvic
Agenția pentru Finanțarea Investițiilor Rurale Timiș (AFIR) are sediul în Timișoara, pe str. Calea Buziașului nr. 11A, etaj 2.
Județul Timiș ocupă locul întâi pe țară atât în ceea ce privește suprafața agricolă și cea arabilă, cât și la volumul tranzacționării terenurilor.
Județul are o suprafață agricolă de 693.034 ha, dintre care: suprafață arabilă 530.808 ha, plantații pomicole 8.503 ha, plantații viticole 3.803 ha, pășuni 121.814 ha, fânețe 28.106 ha. În nord-vestul județului, în comuna Lovrin, se află Stațiunea de cercetare și dezvoltare agricolă, ce valorifică și implementează noile dezvoltări tehnologice în domeniul agronomiei. În vederea susținerii și promovării produselor și tradițiilor locale, în anul 2013 s-a înregistrat, prin sprijinul Camerei de Comerț Industrie și Agricultură Timiș și Ministerului Agriculturii și Dezvoltării, marca „Made in Banat”.
Una din cele mai vechi și importante activități agricole din județ, dispunând de condiții climatice favorabile este cultivarea cerealelor și a plantelor tehnice (grâu, secară,  triticale, orz, orzoaică, ovăz, porumb, floarea-soarelui, sorg, soia, hrișcă, mei, rapiță, mac, hamei, cânepă și tutun), iar în majoritatea comunelor din zona de câmpie și de deal a județului este practicată viticultura. Localități ca Recaș, Buziaș și Giarmata sunt renumite în ceea ce privește producția de vin.
Producția de legume și fructe și creșterea plantelor în ferme, sere și pepiniere este, de asemenea, o activitate economică de tradiție. Gottlob-ul este supranumit „Patria lubeniței din Banat”, producția de pepene verde de aici ridicându-se la peste 10.000 de tone anual, iar localitățile Biled și Tomnatic – unde se află un centru zonal de procesare, sunt recunoscute pentru recoltele de legume și fructe de calitate superioară.
În județul Timiș, în anul 2019, au fost însămânțate 611.418 ha: cereale pentru boabe – 331.691 ha, porumb boabe – 193.852 ha, plante uleioase – 35.888 ha, legume – 10.933 ha, cartofi – 8.298 ha, sfeclă de zahăr – 716 ha, varză – 691 ha, ceapă – 559 ha, roșie – 447 ha, mazăre – 319 ha, etc.
Creșterea animalelor constituie, de asemenea, o ramură importantă a agriculturii timișene, în ultimii ani înregistrându-se o creștere semnificativă a numărului de animale în sectorul privat. Efectivele de animale în anul 2012 au fost următoarele: bovine – 38.918, porcine – 595.247, ovine – 564.796, caprine – 15.682, cabaline – 7.071, păsări – 1.741.644, iepuri – 19.119, etc.

## Educație

### Învățământul preuniversitar
Vezi și: Lista liceelor din Timișoara
Inspectoratul Școlar Județean Timiș are sediul în Timișoara, pe strada Doctor Liviu Gabor nr.1.
Județul Timiș avea în anul școlar 2019-2020 o populație școlară de 177.301 de persoane: în învățământul preșcolar 25.266 de copii, în cel preuniversitar 97.934 de elevi și 54.101 de studenți în cel universitar, post-universitar, academic și de dezvoltare profesională continuă. În județul Timiș sunt acreditate și autorizate 617 unități de învățământ.
Potrivit unui clasament realizat de portalul AdmitereLiceu.ro în 2020, șapte licee din Timișoara (Liceul „Grigore Moisil”, Colegiul Național „CD Loga”, Colegiul Național Bănățean, Colegiul Național „Carmen Sylva”, Liceul german „Nikolaus Lenau”, Colegiul Național Ana Aslan, Liceul Teoretic „J.L. Calderon”), și unul din Lugoj (Colegiul Național „Coriolan Brediceanu”), se află în top 150 școli din România.
În același timp, Timișul înregistrează un nivel superior mediei naționale în ceea ce privește adoptarea cursurilor educaționale digitale, precum și a programelor de formare profesională și dezvoltare a competențelor în sistem stagiar, hibrid sau la distanță. Mulți timișeni sunt atât formatori, cât și cursanți și cercetători în cadrul unor platforme autohtone și internaționale de educație deschisă, resurse educaționale digitale și medii virtuale de învățare precum eduKiwi, EUROSCI Network, Udemy, Memrise, ResearchGate, Brainly, Udacity sau Coursera, alături de numeroase alte școli, universități și instituții de învățământ care oferă cursuri în format digital. Acest trend este în creștere accelerată pe plan local, fenomen susținut de economia dinamică a județului, în care calificările, certificările și competențele continue sunt un criteriu esențial de diferențiere profesională și avantaj competitiv pe piața muncii.

### Învățământul vocațional și profesional
Numeroase unități de învățământ din județ sunt centrate pe dezvoltarea și formarea competențelor în sistem profesional dual, în funcție de specializare, profil sau calificare: tehnic (Colegiul Tehnic de Vest, Colegiul Tehnic „Henri Coandă”, Colegiul „Emanuil Ungureanu”, Liceul Tehnologic "Valeriu Brăniște" ș.a.), economic (Colegiul „F.S. Nitti”), artistic (Colegiul Național de Artă „Ion Vidu”, Liceul de Arte Plastice, Școala de Muzică Filaret Barbu, etc.), medical (Colegiul Național Ana Aslan), teologic (Liceul Romano-Catolic „Gerhardinum”, Liceul Penticostal ,,Logos” ), ș.a.m.d.
Centrul Specializat de Învățare Permanentă se află în Parcul Industrial și Tehnologic din Timișoara, în cartierul Torontalului.
Noul Campus Regional pentru Învățământul Dual din Timișoara, investiție de peste 20 de milioane de euro, se construiește în zona Calea Buziașului.

### Învățământul universitar
Vezi și: Lista universităților din Timișoara
Reședința Timișoara este unul din cele patru centre universitare naționale, alături de București, Cluj-Napoca și Iași, stabilite prin HG de Ministerul Educației Naționale și a Învățământului, adunând cca. 10-12% din totalul studenților de la nivel național înscriși în programele de licență, masterat, doctorat și rezidențiat, întrunind o calitate ridicată a calificărilor și procesului educațional conform standardelor procesului Bologna. Învățământul superior este accesibil prin prezența a opt universități, patru publice și patru private:
| Universitate                                         | Localitate           | Fondată              | Facultăți            | Studenți             |
| Universități de stat                                 | Universități de stat | Universități de stat | Universități de stat | Universități de stat |
| ---------------------------------------------------- | -------------------- | -------------------- | -------------------- | -------------------- |
| Universitatea de Vest                                | Timișoara            | 1944                 | 11                   | 15.727               |
| Universitatea Politehnica                            | Timișoara            | 1920                 | 10                   | 13.756               |
| Universitatea de Medicină și Farmacie „Victor Babeș” | Timișoara            | 1944                 | 3                    | 7.599                |
| Universitatea de Științele Vieții „Regele Mihai I”   | Timișoara            | 1991                 | 6                    | 6.994                |
| Universități private                                 |                      |                      |                      |                      |
| Universitatea „Ioan Slavici”                         | Timișoara            | 2000                 | 2                    | 3.500+               |
| Universitatea „Tibiscus”                             | Timișoara            | 1991                 | 4                    | 2.000+               |
| Universitatea Europeană „Drăgan”                     | Lugoj                | 2003                 | 2                    | 258                  |
| Universitatea Creștină „Dimitrie Cantemir”           | Timișoara            | 1991                 | 1                    | 1.800+               |

Clusterul HPC (High Performance Computing), de la Universitatea de Vest din Timișoara, asigură extinderea platformei integrate de cercetare pe baza noilor tehnologii IT în regiune. Platforma HPC existentă cuprinde 7 unități de procesare IBM, în combinație cu 7 unități de procesare de tip GPU de la Nvidia, toate acestea găzduite într-un șasiu IBM BladeCenter H. Aici se află de asemenea și un supercalculator IBM Blue Gene/P, instalat în acest Data Center de către ETA2U în anul 2011.
Noul Centru de Cercetare în Ingineria Datelor, Inteligență Artificială și Sisteme Inteligente (CIDIAS) din Timișoara, proiect al Universității Politehnica în valoare de 19 milioane de euro, va avea peste 5.000 de mp de spații și laboratoare dedicate cercetării în Inteligența artificială, Cloud Computing, Securitate Cibernetică și Robotică și Control Inteligent.

### Învățământul academic. Cercetarea științifică
Se desfășoară în municipiul reședință de județ, Timișoara. Centru național de cercetare științifică avansată, alături de București, Cluj-Napoca și Iași, în cadrul filialei din Timișoara a Academiei Române își desfășoară activitatea următoarele centre: Institutul de Cercetări Socio-Umane „Titu Maiorescu”; Institutul Național de Cercetare–Dezvoltare pentru Electrochimie și Materie Condensată; Institutul Național de Cercetare–Dezvoltare în Sudură și Încercări de Materiale; Institutul de Cercetări în Construcții și Economia Construcțiilor; Laboratorul de Energii Regenerabile–Fotovoltaic; Observatorul Astronomic (secție a Institutului Astronomic al Academiei Române), și Planetariul Universității de Vest.
Tot în Timișoara mai activează numeroase centre și institute naționale de cercetare–dezvoltare: Centrul de Cercetări în Metode Avansate de Studiu al Fenomenelor Fizice; Centrul de Cercetări în Mecatronică și Robotică; Centrul de Cercetări pentru Materiale Anorganice și Energii Alternative; Centrul de Cercetări în Inginerie și Management, etc. 
Tot aici funcționează și filiale ale Academiei de Științe Medicale, respectiv ale Academiei de Științe Tehnice din România.
Prezența Clusterului de Energii Sustenabile ROSENC din Timișoara, cu sediul pe splaiul Tudor Vladimirescu nr. 33, crește competivitatea Regiunii de Vest pe plan internațional în domeniul energiilor sustenabile, accelerând implementarea investițiilor în sectoarele energiilor regenerabile și ingineriei energetice.
Anual, este organizată manifestarea științifică „Zilele academice timișene”.
Clusterul Regional de Tehnologia Informației și Comunicațiilor are sediul în zona Cetate din Timișoara, pe strada Proclamația de la Timișoara nr. 5.
Noul cloud guvernamental, investiție de peste 2,2 miliarde de lei, va avea un centru de date în localitatea Giroc, lângă Timișoara.

## Turism
Timișul are o ofertă foarte bogată în ceea ce privește activitățile de turism și loisir, fiind constant în topul destinațiilor alese de turiștii străini ce vizitează România. În anul 2017 a fost al treilea cel mai vizitat județ al României, din punct de vedere al numărului de turiști străini.
În județul Timiș se aflau în construcție 73 de noi proiecte de investiții hoteliere la finalul anului 2022.
Timișoara este pe primul loc în România și pe locul cinci în Europa în topul celor mai sigure destinații turistice de pe continent, alături de Praga, Zürich sau Helsinki.
Asociația pentru Promovarea și Dezvoltarea Turismului în Județul Timiș are sediul în zona Fabric din Timișoara, pe strada Dacilor nr. 25.
La câțiva kilometri de Timișoara se află renumitele stațiuni balneare Buziaș și Băile Călacea. Printre obiectivele turistice de aici:
- Zona cu parcul și colonada imperială, unică în Europa ca lungime (510 m), locul preferat de promenadă al împărătesei Elisabeta. Cuprinde un întreg ansamblu de monumente istorice format din Hotelul "Bazar"; Hotelul "Grand"; Cazinoul; precum și un parc dendrologic cu o suprafață de peste 20 hectare, oază de liniște și relaxare, cu numeroase specii rare de arbori seculari, cel mai important fiind platanul. Arhitectura este remarcabilă, în stil turcesc, bizantin, unică în România. Singurele promenade similare din Europa se găsesc în Karlovy Vary și în Baden-Baden;
- Ștrandurile cu apă minerală din Buziaș (1874), primele de acest gen din Europa;
- Izvoarele minerale ,,Moș Bâzieș'' (1984), Mihai și Iosif;
- Buveta ,,Izvorul Sănătății'' din centrul stațiunii;
- Muzeul Balnear Buziaș, primul muzeu de acest gen din România. Cuprinde exponate din ceramică tracică, vase din Neolitic, numeroase fotomontaje;
- Colecția de artă populară ,,Iulia Florea Troceanu'', ce cuprinde piese unicat, caracteristice artei populare bănățene;
- Biserica Romano-Catolică din localitate, declarată monument istoric;
- Rezervația naturală Satchinez;
- Mlaștinile Murani, ș.a.

În prezent, în ambele stațiuni sunt multe pensiuni și vile, precum și hoteluri de trei și patru stele, cu confort deosebit, și se situează la nivelul turismului internațional.

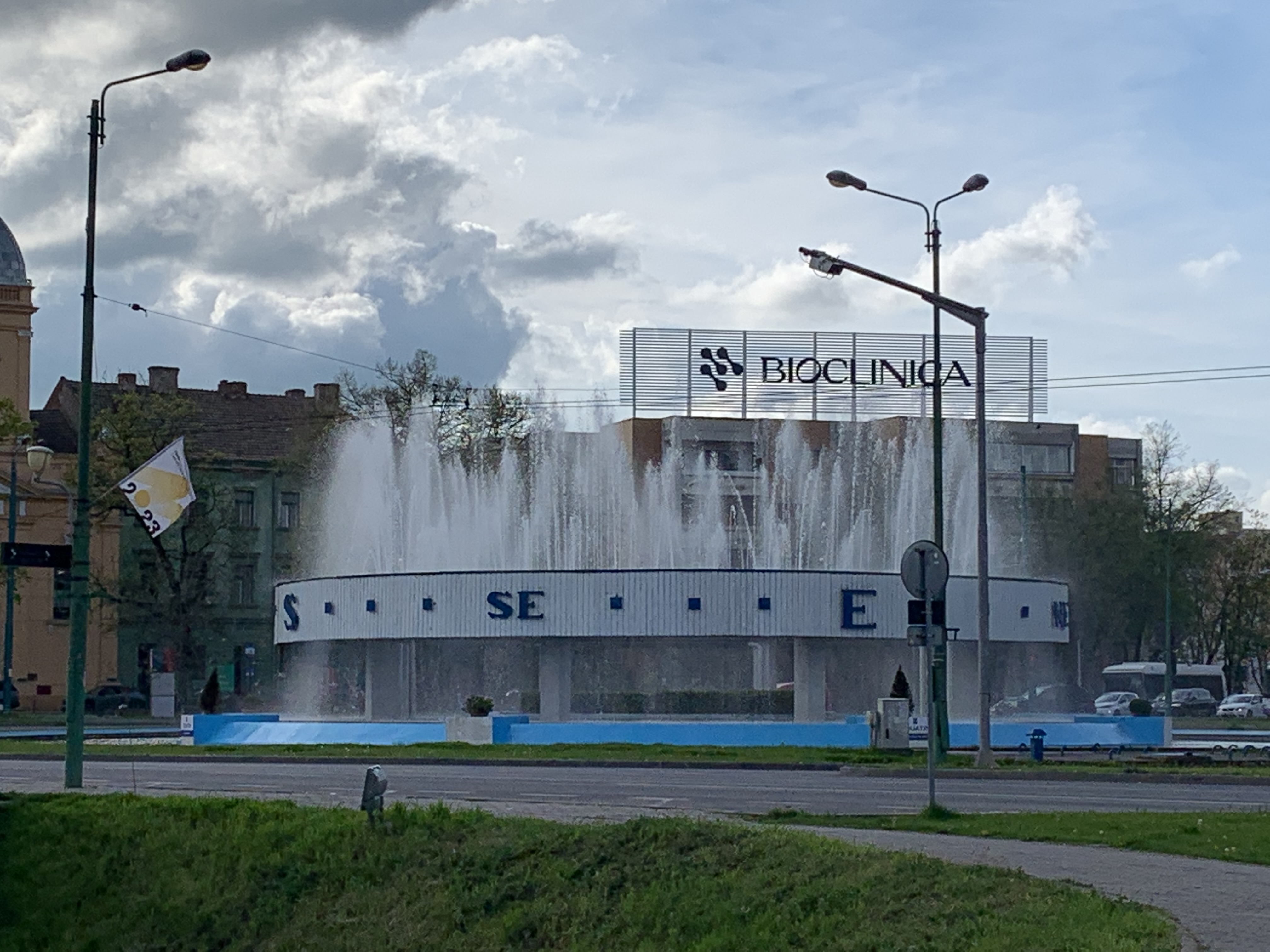
Fântâna Punctelor Cardinale din Timișoara. Cea mai cunoscută fântână arteziană a orașului și un simbol al Capitalei Banatului, este amplasată la intersecția străzii Oituz cu bulevardul Take Ionescu, în cartierul Tipografilor

#### Rezervații și arii naturale
Agenția Națională pentru Protecția Mediului Vest are sediul în Timișoara, pe Bd. Liviu Rebreanu nr.18-18A.
În județ se găsesc numeroase rezervații naturale care adăpostesc un număr mare de specii de plante și animale rare, ocrotite de lege. Lângă Satchinez, la 25 km nord-est de Timișoara, se găsește cel mai mare areal natural din vestul României (Mlaștinile Satchinez – Murani – Rezervația Beba Veche).
Ariile naturale din județ cuprind: Lunca Timișului, Lunca Mureșului Inferior și Lunca Pogănișului; rezervațiile forestiere Bazoș, Bistra și Cenad – ce conțin o varietate mare de specii arboricole și botanice; lacurile Cotu Morii, Verbunci, Hergheșceu, Râtu Mare, Satchinez, Ianova și Lacurile Becicherecu Mic.
Ariile protejate cuprind Sărăturile Diniaș, Becicherecu Mic, Hunedoara Timișană, Insula Igriș și Insula Mare de la Cenad; zonele de protecție avifaunistică de la Pădurea Macedonia și Livezile - Dolaț; Pajiștea cu narcise Bătești și Movila Sisitak; etc.

Alte obiective turistice sunt peșterile, dintre care amintim: peștera de la Românești, peștera Albastră – lângă Pietroasa, Peștera cu Apă, peștera „Stânca lui Florian” – lângă Tomești, respectiv cascadele: Cornet (Nădrag) și Șopot (Poieni).
Turismul montan este practicat sub formă de alpinism, escalade, drumeții, și cicloturism pe traseele turistice montane din Munții Poiana Ruscă, zonă cunoscută etnografic ca Țara Făgetului, areal cu potențial turistic deosebit, dat de valoarea cadrului natural și peisagistic, zona fiind ideală pentru activități de hiking, trekking și recreere; iar în parcul de aventură de la Nădrag, la poalele Vârfului Padeș, se pot practica cățărările, tirolienele, bungee jumping, paintball, geocaching, etc.
Zona de agrement a lacului Surduc, amenajat în perioada 1972–1978, într-un cadru cu o valoare peisagistică ridicată, a determinat crearea unui microclimat cu funcțiune recreativă multiplă: natație, înot cu labele, scufundări, schi nautic, orientare subacvatică, pescuit, ștrand și camping. Activitățile de canotaj și caiac-canoe pot fi practicate pe Canalul Bega, iar cele de rafting pe Râul Timiș.
Enoturismul este reprezentat de localitățile Recaș (Cramele Recaș) și Silagiu (Aramic Silagiu), renumite atât în țară cât și în străinătate pentru vinurile lor.

#### Fortificații medievale
Turismul cultural-istoric cuprinde numeroase obiective în situri istorice și arheologice, monumente de arhitectură și muzee. Astfel pe lângă vizite, sejururi și excursii s-au adăugat city break-urile, stagiile și circuitele tematice.Timișoara deține cel mai mare ansamblu arhitectonic de clădiri istorice din România (cca. 14.500), constituit din patrimoniul urban al cartierelor Cetate, Iosefin, Fabric și Elisabetin și este totodată Capitală Europeană a Culturii pentru anul 2023.
În județ, dintre fortificațiile medievale amintim Cetatea Timișoarei, Bastionul Theresia, Cetatea medievală de la Făget și Cetatea Jdioarei; castelele Huniade, Nakó, Mercy, Karátsonyi și Cazinoul Cassina din Făget; conacele Gudenus și ansamblul conacului și mausoleului familiei Mocioni din Foeni; hanurile Poștei și „Ana Lugojana” din Lugoj; etc.

#### Lăcașuri de cult
Turismul ecumenic și religios cuprinde numeroase lăcașuri de cult, biserici și mănăstiri istorice. Dintre ansamblurile mănăstirești se remarcă bisericile istorice de lemn din ținuturile Făgetului: Bătești, Curtea, Crivina de Sus, Căpăt, Coșevița, Crivobara, Dragomirești, Dubești, Dobrești, Groși, Hezeriș, Homojdia, Jupânești, Lucareț, Margina, Nemeșești, Pietroasa, Povârgina, Poieni, Românești, și Zolt. 

În satul Partoș se află Mănăstirea Partoș, care datează din secolul al XIV-lea; la Cebza se află Mănăstirea Cebza ridicată în 1759; în comuna Birda se află Mănăstirea Sfântul Gheorghe; în municipiul Lugoj găsim Mănăstirea minoriților din 1733; iar în apropiere de Șemlacu Mic se află Mănăstirea Săraca, declarată monument istoric.

#### Alte atracții și puncte de interes
Bazele de tratament și centrele de welness&spa cu apă geo-termală terapeutică constituie punctul principal de atracție al zonei. Județul Timiș are cel mai mare potențial turistic balnear din România, având patru orașe și nouă comune ce dețin resurse specifice, exploatate în scop de agrement.

Apele minerale captate sunt calcice, magneziene hipotone, cloruro-sodice, puternic carbonatate (2.000-2.600 mg / litru), cu PH peste 7,2, temperatura apei la captare fiind de 30°C, fiind recomandate în insuficiență cardiacă, afecțiuni respiratorii, circulatorii, reumatismale, neurologice, boli autoimune și hormonale, metabolice și de nutriție, nevroză astenică, anemie feriprivă, precum și boli profesionale.

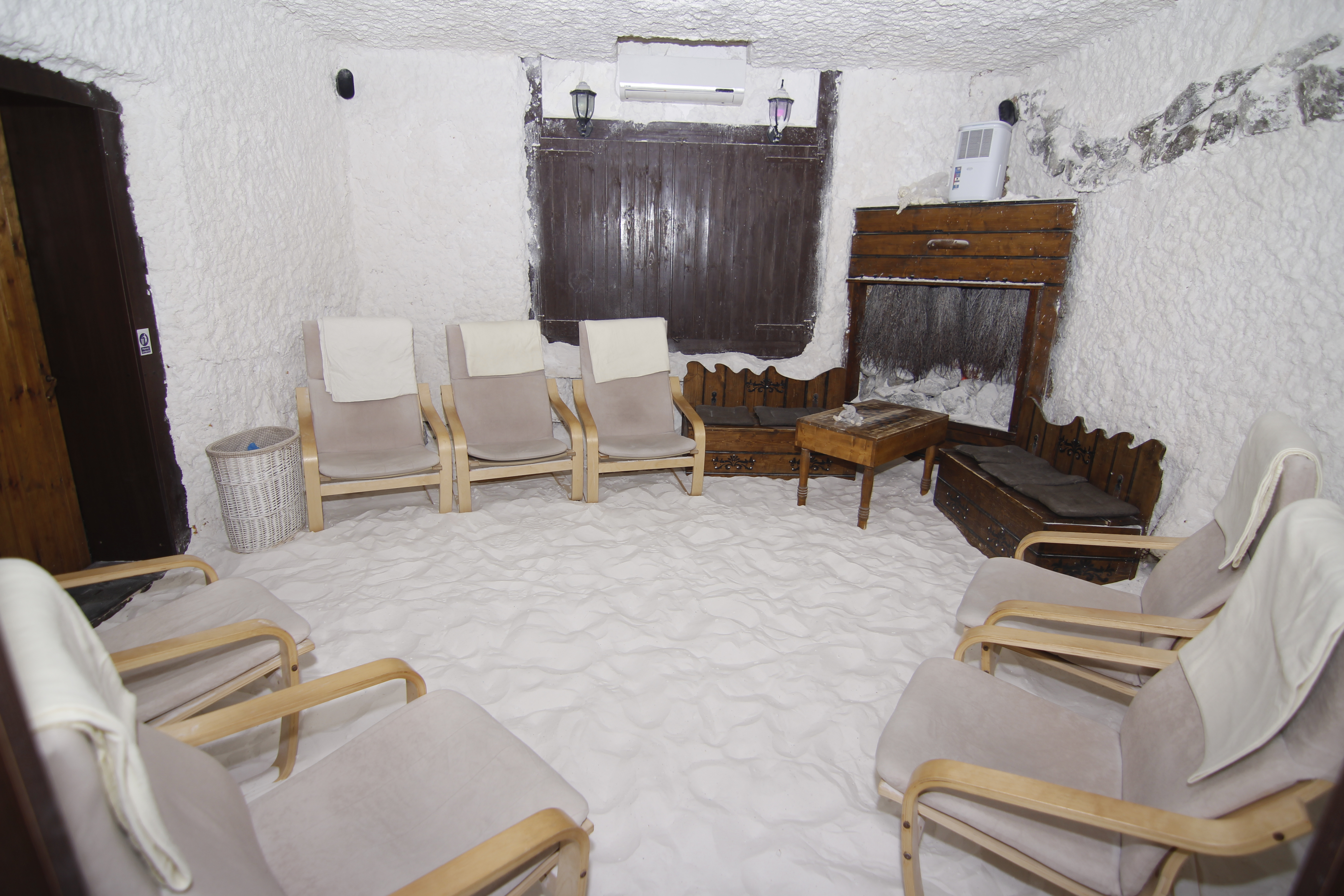
Salina din Timișoara

Turismul balnear se practică în stațiunea de interes național Buziaș, stațiunea de interes local Băile Călacea, orașele Deta, Sânnicolau Mare și Jimbolia, precum și în localitățile Teremia Mare, Pișchia, Sacoșu Mare, Sânmihaiu German și Lovrin. Alte opțiuni pentru agrement acvatic sunt albia râului Timiș, unde există două zone amenajate: la Șag și la Albina, unde există numeroase terenuri sportive special amenajate care permit practicarea unor sporturi precum tenis, fotbal, handbal, baschet, tenis de masă sau volei.
Zonele cu un bogat fond cinegetic (Banloc, Bogda, Breștea, Chevereșu Mare, Dumbrava, Giroc, Hitiaș, Pădureni, Peciu Nou, Pișchia, Remetea Mică, Silagiu), precum și cele cu un fond piscicol diversificat (Bega–Luncani, Bega–Tomești–Românești, Bega–Poieni, Bega–Margina, Timiș–Cebza, Timiș–Coșteiu) reprezintă un potențial remarcabil, foarte apreciat de iubitorii vânătorii și pescuitului sportiv. Pe teritoriul județului Timiș există 86 de fonduri de vânătoare și 30 de fonduri de pescuit.
Agroturismul și ecoturismul este reprezentat de ansamblurile gospodărești tradiționale din mediul rural, spațiile monahale, cabanele și casele de vacanță.

## Cultură

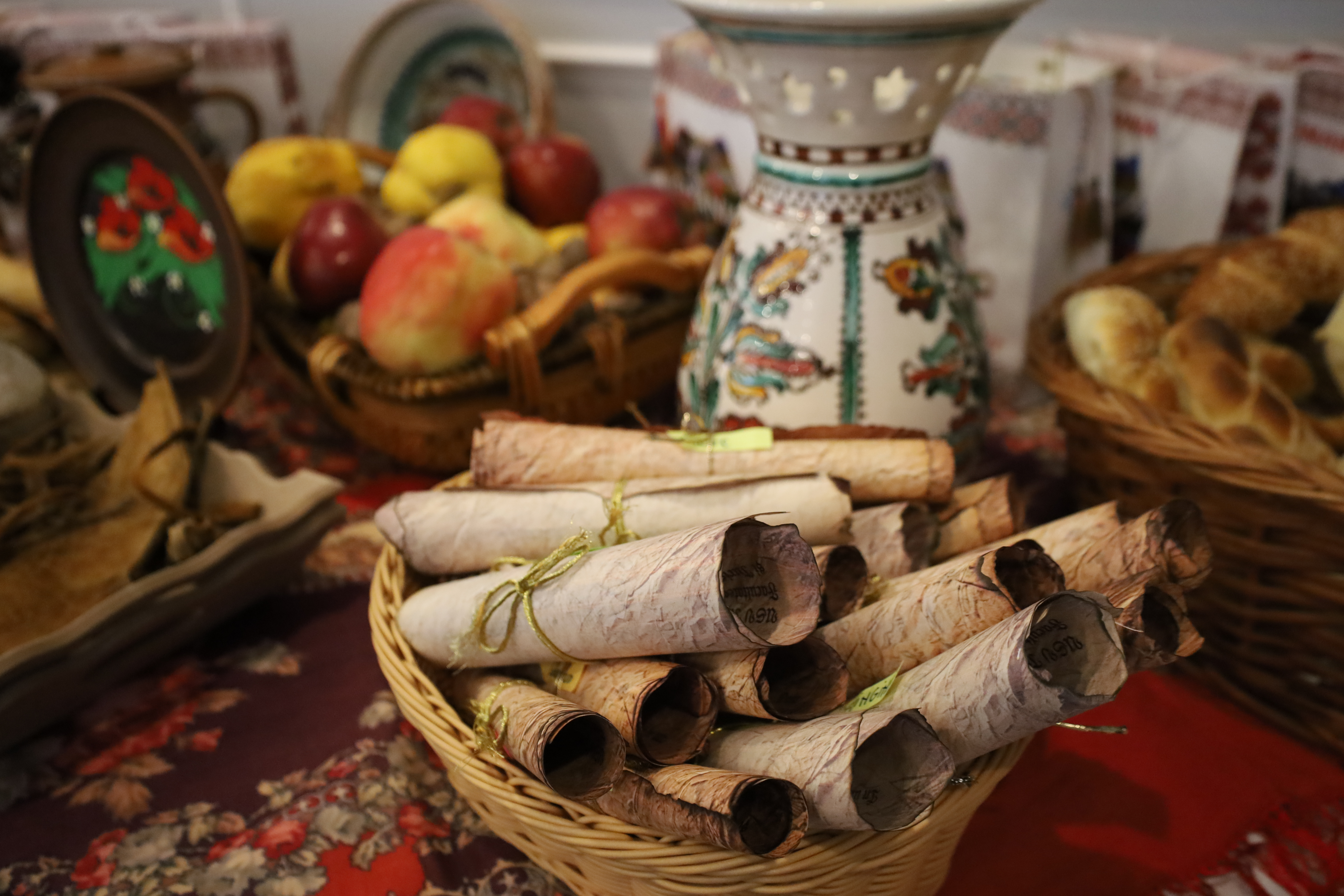
Aranjament tradițional cu obiecte specifice culturii românești, expus în cadrul competiției studențești „Inițierea și dezvoltarea unei afaceri inovative” – Ediția a VII-a, la Universitatea de Științele Vieții “Regele Mihai I” din Timișoara

### Viața cultural-artistică
Direcția Județeană pentru Cultură Timiș are sediul în Timișoara, pe strada Augustin Pacha nr. 8.

Harta Capitalelor Europene ale Culturii, cu Timișoara indicată. Oraș desemnat câștigător în 2016, învingând în finala competiției Bucureștiul, Cluj-Napoca și Baia Mare

Cea mai importantă colecție de artă se află în păstrarea și valorificarea Muzeului de Artă din Timișoara. Colecția își are începuturile în perioada 1888–1895, având la bază o importantă donație din colecția lui Zsigmond Ormós, personalitate marcantă a vieții culturale timișorene, colecționar, istoric de artă, unul dintre fondatorii muzeului. 

Cea mai valoroasă comoară a Evului Mediu Timpuriu - Tezaurul de la Sânnicolau Mare - este în prezent expus la Muzeul de Istorie a Artei din Viena (Kunsthistorisches Museum), fiind una din cele mai importante colecții din patrimoniul medieval european

Donația sa, cuprinzând pictură italiană, flamandă, olandeză, germană, austriacă, maghiară și lucrări de pictură românească, formează nucleul pinacotecii de astăzi din Timișoara. Muzeul de Artă din Timișoara deține și cea mai importantă colecție Corneliu Baba. Cea mai mare parte din colecție a fost donată muzeului de soția artistului prin intermediul legatarului testamentar, Maria Albani Muscalu.

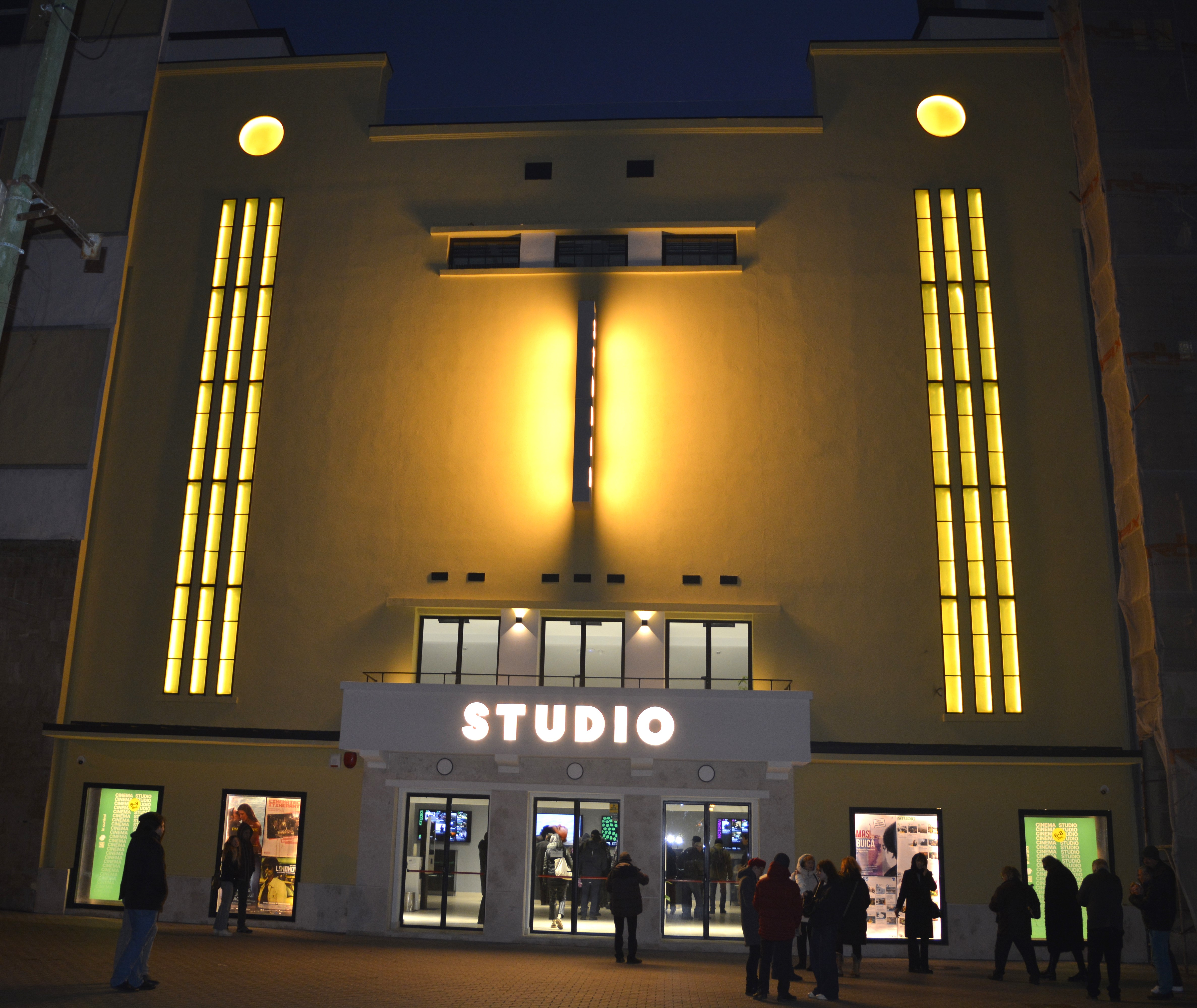
Cinema-ul de artă contemporană Studio Eurimages din Timișoara

Colecțiile de la Episcopia ortodoxă sârbă, de la Episcopia romano-catolică și de la Catedrala ortodoxă română din Timișoara sunt marcate de valori de patrimoniu inestimabile ale artei religioase din arealul bănățean și nu numai.

### Muzică

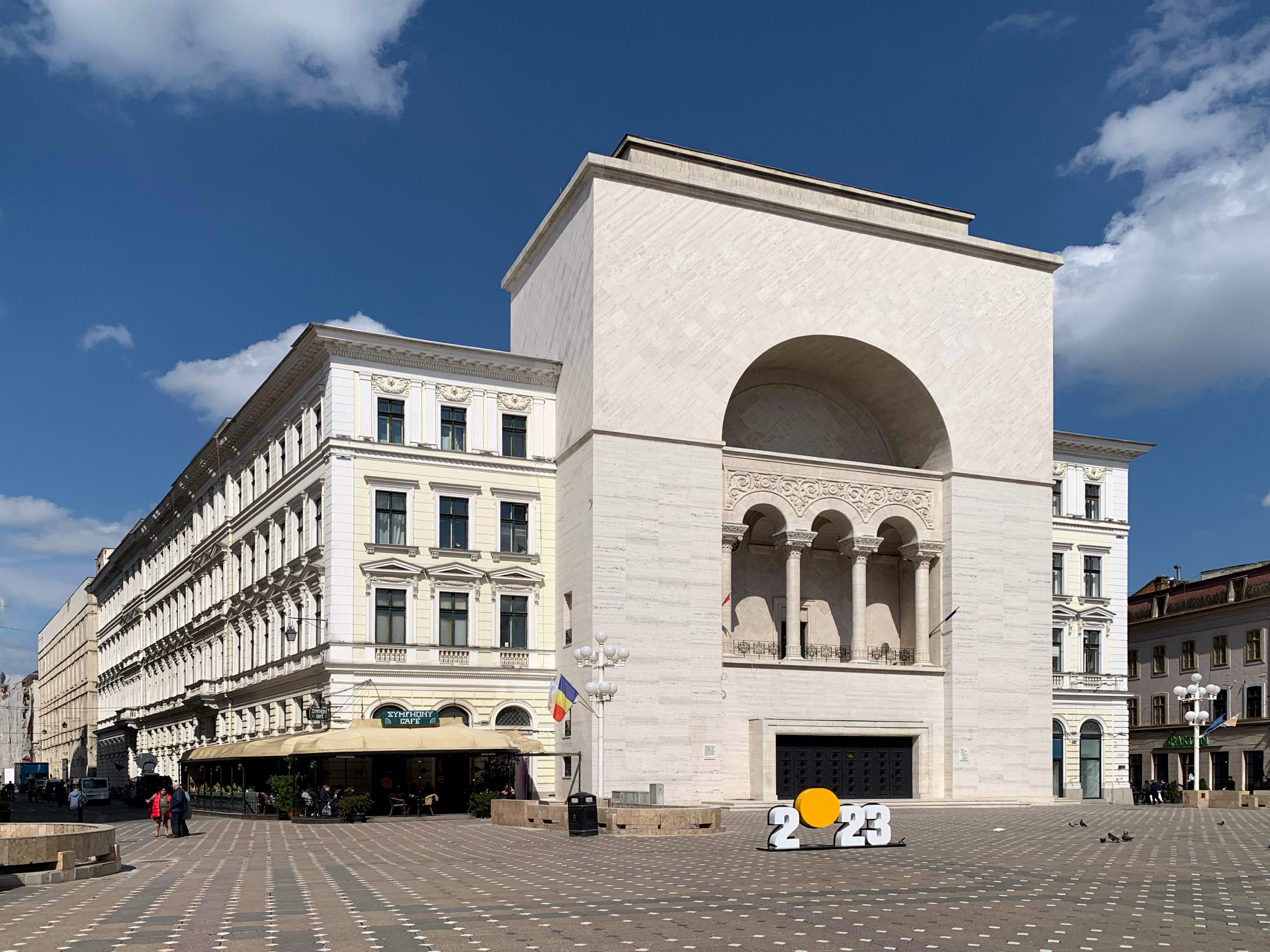
Timișoara, Capitală Europeană a Culturii 2023

Încă de la sfârșitul secolului al XVIII-lea exista o viață muzicală integrată în spațiul cultural european. În prezent, aceasta este asigurată de prestigioasa activitate a Operei Naționale Române din Timișoara și a Filarmonicii „Banatul”.

## Sănătate

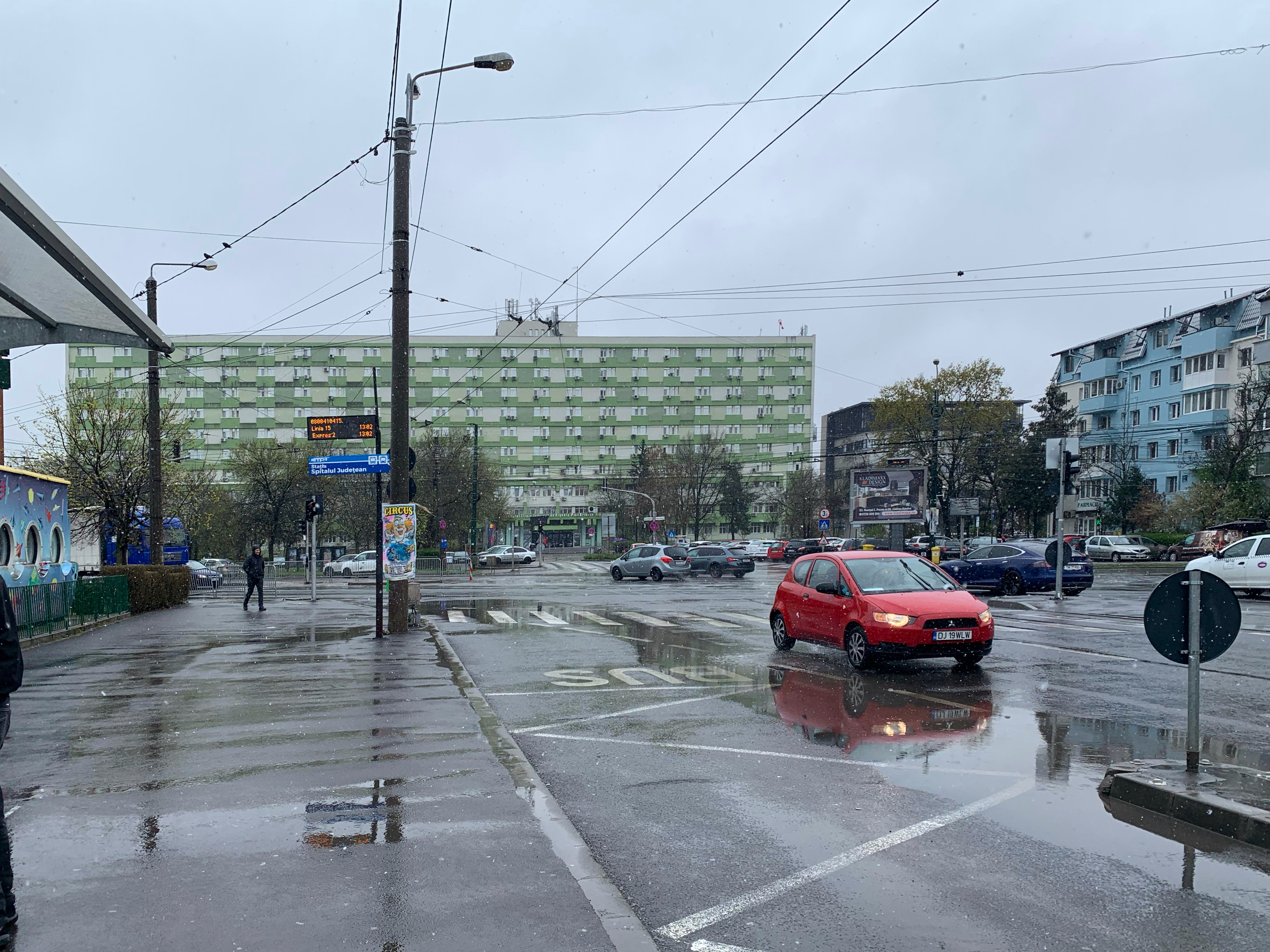
Spitalul Clinic Județean de Urgență „Pius Brînzeu” din Timișoara

Direcția de Sănătate Publică Timiș are sediul în Timișoara, pe strada Nicolaus Lenau nr. 10.
În ceea ce privește rețeaua farmaceutică din județul Timiș, în anul 2012 existau: 271 de farmacii, trei puncte farmaceutice și 33 de depozite farmaceutice. 
La nivelul județului, activează 16 spitale, cinci dispensare medicale, 517 cabinete medicale, nouă policlinici, două centre de sănătate, un centru de transfuzie sangvină și un centru de cardiologie, 15 laboratoare medicale, patru laboratoare de recuperare medicală și balneofizioterapie, 533 de cabinete stomatologice și 91 de laboratoare de tehnică dentară. 
Timișul este printre județele cu cel mai ridicat nivel al calității serviciilor medicale, având unități dotate cu aparatură performantă și cadre cu înaltă specializare, în directa subordine a Ministerului Sănătății. Dintre unitățile sanitare se remarcă:
- Spitalul Clinic Județean de Urgență „Pius Brînzeu” (inclus de Ministerul Sănătății în clasa I de competență). În extindere cu o nouă Maternitate, proiect transfrontalier România - Serbia pe fonduri europene, cu o valoare investițională de 14 milioane de euro;
- Institutul de Boli Cardiovasculare (clasa I);
- Spitalul Clinic de Urgență pentru Copii „Louis Țurcanu”, extins cu un nou corp de clădire;
- Spitalul Clinic de Boli Infecțioase și Pneumoftiziologie „Dr. Victor Babeș”;
- Spitalul Clinic Municipal de Urgență din Timișoara. În extindere cu o nouă Clinică de Balneologie, ce cuprinde bazine de tratament cu apă termală, cu facilități pentru hidroterapie;
- Spitalul Militar de Urgență „Dr. Victor Popescu”;
- Spitalul Regina Maria; etc.[130]

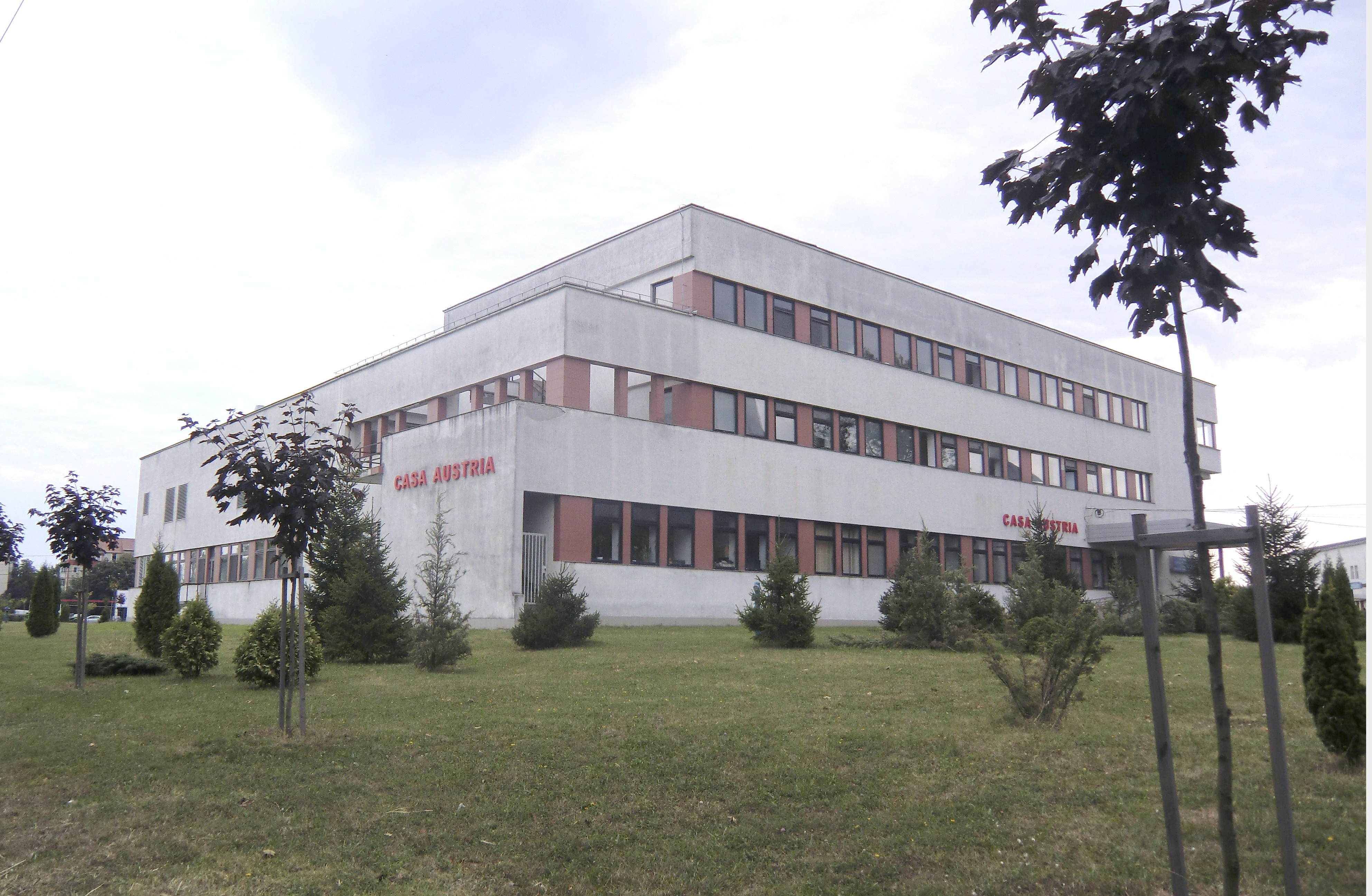
Clinica de chirurgie plastică și reparatorie Casa Austria din Timișoara

Pe piața de servicii medicale private sunt prezenți jucători precum MedLife, Clinicile Regina Maria, Synevo sau Medicover.[1]

### Proiecte
- Spitalul Regional Timișoara, va fi construit cu fonduri provenite din surse guvernamentale, europene și axe de finanțări publice și private pe programul Sănătate;
- Centrul Național de Mari Arși din Timișoara, în valoare de 66 de milioane de euro, în construcție în zona Calea Girocului/Braytim, cu termen de finalizare anul 2026.
- Noul Institut Regional de Oncologie – proiect de peste 1,5 miliarde de lei, aprobat de Ministerul Sănătății, în construcție pe Calea Torontalului din Timișoara;
- Noul Spital Municipal „Dr. Teodor Andrei” – cu un cost de peste 150 de milioane de euro, se construiește la Lugoj.
- Noul corp al Spitalului Județean de Urgență ,,Pius Brânzeu" din Timișoara, ce va cuprinde 284 de paturi, 6 săli noi de operații și 3 noi spații pentru radioterapie și radiochirurgie – proiect cu o valoare investițională de peste 200 de milioane de euro.
- Noul „Centru de Medicină Intervențională și Transplant Pulmonar” al Spitalului de Boli Infecțioase și Pneumoftiziologie ,,Victor Babeș", în zona UMT din Timișoara, ce va avea patru săli de operație, două pentru chirurgie toracică și două pentru transplant pulmonar. Investiție de 120 de milioane de euro.
- Cel mai mare spital privat din județ, investiție de peste 20 de milioane de euro a grupului Medici's, este în construcție în zona Odobescu din Timișoara.

## Gastronomie și obiceiuri culinare
Autoritatea Națională pentru Protecția Consumatorilor Timiș are sediul în Timișoara, în Piața Unirii nr. 3.
Bucătăria bănățeană a fost puternic influențată de cea austro-ungară, dar, într-o bună măsură, și de bucătăria grecească, italienească sau franceză. Mâncărurile pregătite în Banat sunt făcute în cea mai mare parte din carne de porc, pui, vită, miel sau pește, cu garnituri de legume prăjite în untură sau ulei, cu sosuri din făină cum ar fi rântașul, pentru a le face mai consistente, condimentate din belșug cu piper, sare, cimbru, paprică, rozmarin, chimen sau ierburi aromatice.
Bucătăria din Banat se caracterizează prin mâncăruri grase, hrănitoare și gustoase. Rasolul cu os, fripturile, papricașul, tochiturile, piftia, ardeii umpluți, saramura de pește, plachia, drobul, zupele, ciorbele, sarmalele, preparatele și semipreparatele proaspete din carne de porc (grătarul, șnițelul, cârnatul, caltaboșul, pastrama, jambonul, slănina, salamul, toba sau jumările), brânzeturile (cașul, telemeaua sau urda) și deserturile (crumpii cu găluște, cozonacul, plăcintele, prăjiturile sau papanașii) sunt doar câteva dintre mâncărurile tradiționale care se consumă în zilele de sărbătoare, la evenimentele speciale, dar și în zilele obișnuite.
Prezența minorităților maghiare, sârbești, germane, slovene și turce, dar și a altor grupuri etnice de-a lungul timpului, a asigurat continuitatea bucătăriei internaționale în județ. Sunt prezente baruri, cafenele și restaurante, unde se servesc preparate precum pljeskavića, gulașul, șnițelul vienez, bigos, sau supa halászlé, deserturi precum vargabeleșul, baclavaua, cataiful, palačinka sau gomboții cu prune, și produse de patiserie precum covrigul bavarez, șuberec, pirogi, halva, börek, cozonacul secuiesc sau langoșul.
Datorită ritmului alert al vieții și accesului facil la o gamă largă de servicii de livrare și catering, mulți timișeni manifestă și o preferință notabilă pentru mâncarea de tip fast-food. Această tendință este evidențiată de prezența lanțurilor de restaurante și a localurilor care oferă preparate rapide, de la șaorma, kebab, burgeri, cartofi prăjiți, orez sau noodles, până la pizza, hotdog, grill, salate, sandwich-uri sau produse de patiserie și cofetărie, consumate alături de sucuri, energizante sau băuturi răcoritoare.

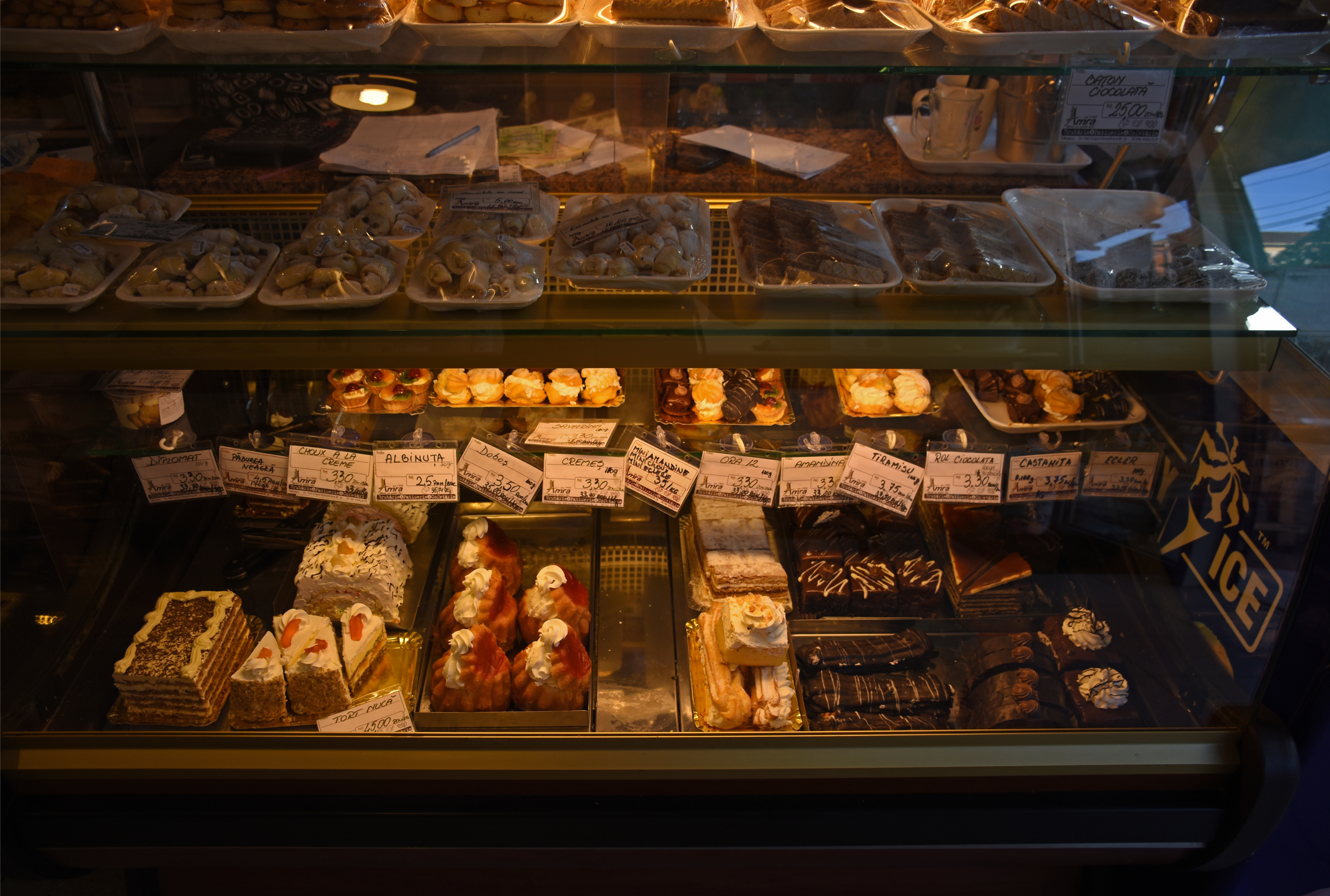
Deserturi românești și internaționale (Tiramisu, Amandine, Fursecuri, Tarte cu fructe, Choux à la Crème, Profiterol etc.) și produse de patiserie, expuse într-o cofetărie din reședința Timișoara

Activează restaurante cu specific tradițional româneasc, precum și ale gastronomiei internaționale, cu specific moldovenesc, mediteranean, italian, francez, iberic, scandinav, american, mexican, portughez, argentinian, indian, turcesc, arăbesc, libanez, persan, tunisian, coreean, chinezesc sau japonez.
În plus, sunt prezente restaurante și localuri ce servesc mâncare pentru diete specifice: FODMAP; vegetariană și ovo-vegetariană; pescatariană; organică; ketogenică; vegană; pe bază de plante; fără zahăr; fără gluten, soia și lactoză; precum și cea halal.
Manifestări precum Banat Brunch  sau Mic Dejun la Margina , ce celebrează bogăția culinară și tradițiile bucătăriei bănățene, sunt evenimente populare în peisajul gastronomic local. La acestea se adaugă și răspândirea accelerată a conceptului de Puncte Gastronomice Locale (PGL) în județ, un fenomen cultural ce reflectă atât oferta culinară locală vastă, cât și identitatea gastronomică regională, în contextul unei cereri în creștere din partea turiștilor și localnicilor.
Cele mai importante companii de pe piața locală de food delivery sunt Wolt (DoorDash), Glovo (Delivery Hero SE), Bolt Food și Bringo (Groupe Carrefour). În același timp, numeroase restaurante și localuri oferă servicii de meal kit, permițând clienților să își gătească acasă preparatele preferate.
Totodată, numeroase localuri din sfera HoReCa dispun de propriile aplicații mobile și site-uri, disponibile atât în App Store (pentru iOS), Google Play (pentru Android), Galaxy Store (pentru Samsung), AppGallery (pentru Huawei), cât și pe motoarele de căutare, prin care clienții beneficiază de oferte majore, promoții exclusive și reduceri semnificative, programe de loialitate și fidelizare personalizate, precum și propria linie/propriul număr de apelare telefonică pentru comenzi. Majoritatea dintre aceste restaurante sunt dotate cu flote extinse de transport și curieri bine pregătiți pentru livrări, contribuind semnificativ la accesibilitatea generală a serviciilor și la menținerea unor standarde ridicate de calitate în livrarea mâncării la domiciliu.

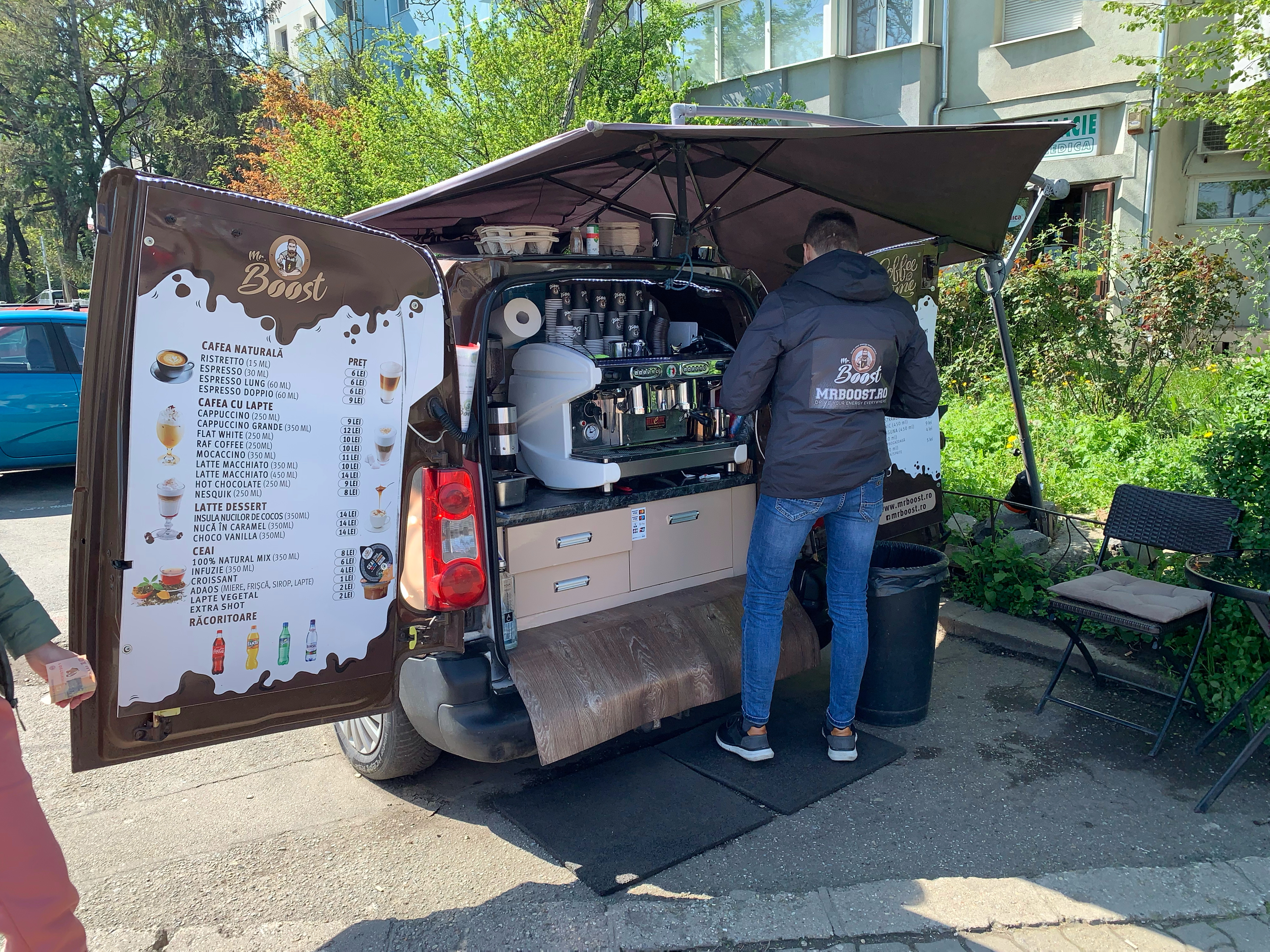
Rulotă mobilă cu preparate din cafea de specialitate: espresso, ristretto, cappuccino, frappé, ceai și băuturi răcoritoare în Timișoara - ilustrând obiceiurile moderne de comerț și consum rapid ale locuitorilor

În plus, mulți antreprenori și proprietari din domeniu colaborează direct cu producători certificați și lanțuri de aprovizionare locale, asigurând trasabilitatea materiei prime și integrarea completă a proceselor de distribuție, prelucrare și producție, garantând astfel prospețimea ingredientelor și autenticitatea preparatelor culinare - aspecte ce se aliniază tendințelor globale de gastronomie sustenabilă, mâncare artizanală și alimentație organică, contribuind semnificativ la dinamica locală deosebită a acestui sector economic .
De asemenea, segmentul dedicat reducerii risipei alimentare constituie un pilon emergent al economiei circulare din Timișoara, evidențiindu-se printr-un ecosistem extins și diversificat, cu firme, inițiative antreprenoriale, ONG-uri și structuri instituționale cu rol activ în redistribuirea resurselor alimentare. Cele mai importante companii care activează pe piața timișeană din domeniu sunt BonApp Eco (by Munch), JustNow Food și Olio, platforme ce facilitează vânzarea la prețuri semnificativ reduse a produselor alimentare din restaurante, localuri, cafenele, magazine și a altor operatori economici din industria alimentară.

## Mass-media
În județul Timiș emit numeroase posturi de televiziune și radio naționale și locale. Principalii operatori de televiziune prin cablu de pe teritoriul județului sunt Vodafone România (fostul UPC România), RCS & RDS și Orange România (fostul Telekom România). Presa scrisă este prezentă cu numeroase ziare și reviste: cotidiene locale, săptămânale locale și regionale, reviste în limbile germană, italiană, franceză, engleză, maghiară și sârbă, reviste lunare locale și regionale, săptămânale de anunțuri de mică publicitate, publicații ale administrației locale, cotidiene naționale cu redacții locale sau corespondenți locali etc.
Județul Timiș se situează printre primele județe din țară în privința posturilor telefonice publice și a ponderii abonaților conectați în centrale digitale. De asemenea, se constată o dezvoltare puternică a telefoniei mobile, toți operatorii de telefonie mobilă din țară fiind prezenți și în județul Timiș.

## Diviziuni administrative

### Zona metropolitană Timișoara
Zona metropolitană Timișoara este o unitate administrativ-teritorială din județul Timiș, constituită din municipiul Timișoara, orașul Recaș, și alte 26 de comune periurbane. Zona are o suprafață de 2.439,19 km², și o populație de 468,162 de locuitori.
Asociația de Dezvoltare Intercomunitară Polul de Creștere Timișoara are sediul în zona Pieței Unirii, pe strada Vasile Alecsandri nr. 6.

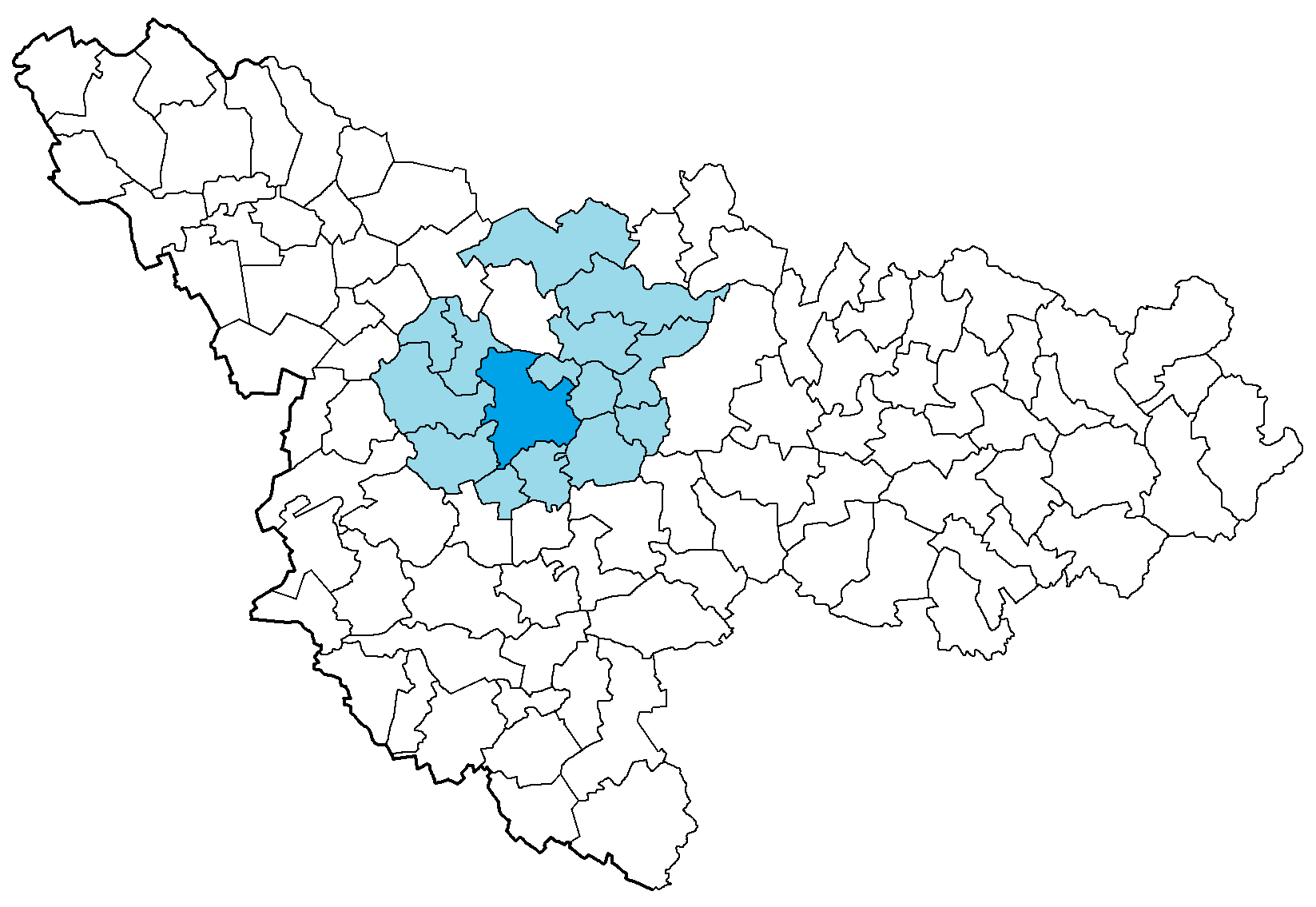
Poziția zonei metropolitane Timișoara în județul Timiș

#### Componență:
- Municipiul Timișoara;
- Orașul Recaș;
- Comunele: Becicherecu Mic, Bucovăț, Biled, Chevereșu Mare, Dudeștii Noi, Dudeștii Vechi, Dumbrăvița, Ghiroda, Giarmata, Giroc, Jebel, Liebling, Moșnița Nouă, Mașloc, Orțișoara, Parța, Pădureni, Pișchia, Peciu Nou, Remetea Mare, Sacoșu Turcesc, Șag, Săcălaz, Sânandrei, Sânmihaiu Român și Satchinez.[154]

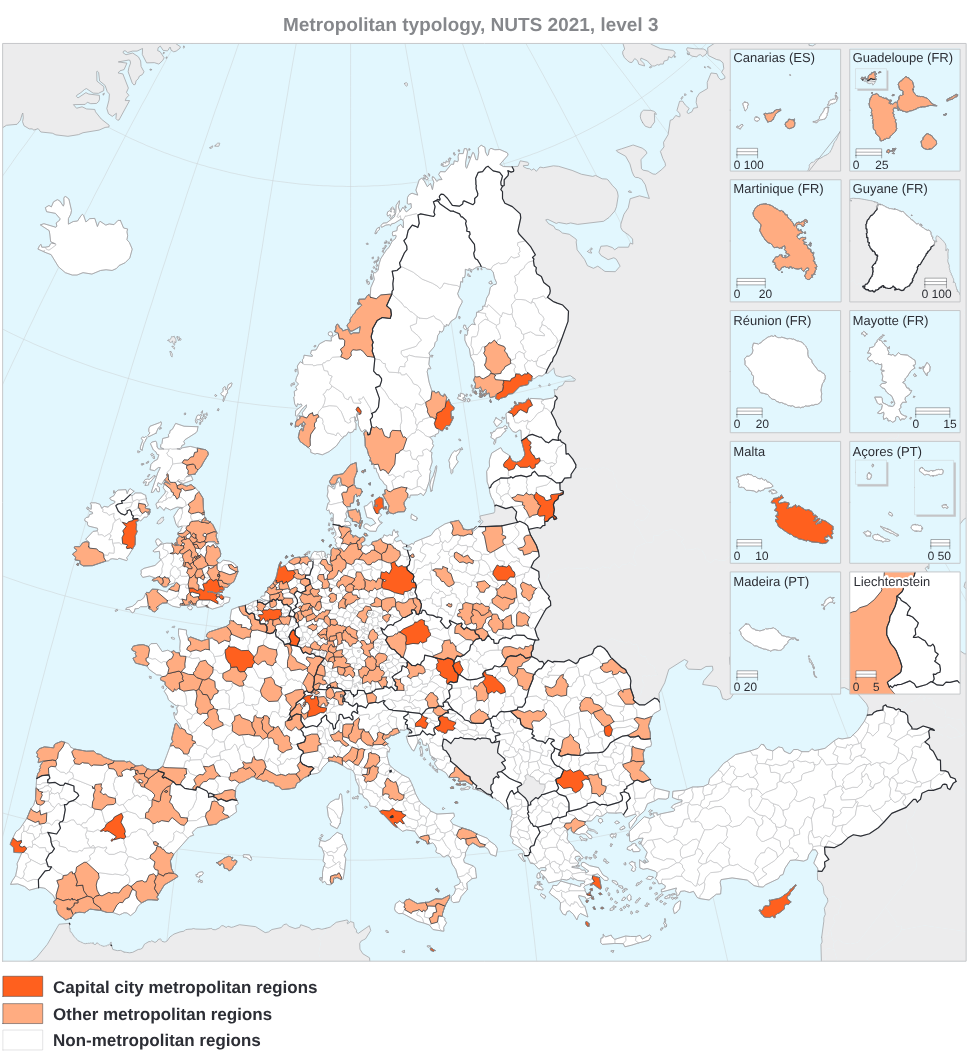
Hartă a regiunilor metropolitane din Europa, conform tipologiei calculate de Eurostat. Zona Metropolitană Timișoara și județul se disting printr-un ritm de urbanizare accelerat, net superior mediei naționale

La nivel național, reședința Timișoara a fost recunoscută ca cel mai mare centru polarizator în regiunea de dezvoltare Vest. Acest fapt a fost consemnat prin HG nr. 998/27 august 2008 pentru desemnarea polilor naționali de creștere în care se realizează cu prioritate investiții din programele cu finanțare comunitară și națională, Timișoara fiind declarată polul național de creștere al regiunii Vest. Polul de creștere Timișoara s-a conturat ca a doua mare aglomerație urbană a României (după București) din punct de vedere al performanțelor social-economice înregistrate în ultimele două decenii.
Asociația de Dezvoltare Intercomunitară Zurobara a Județului Timiș are sediul în localitatea Cerneteaz, pe strada Nica Iancu Iancovici nr. 100.

### Metropola Timișoara–Arad

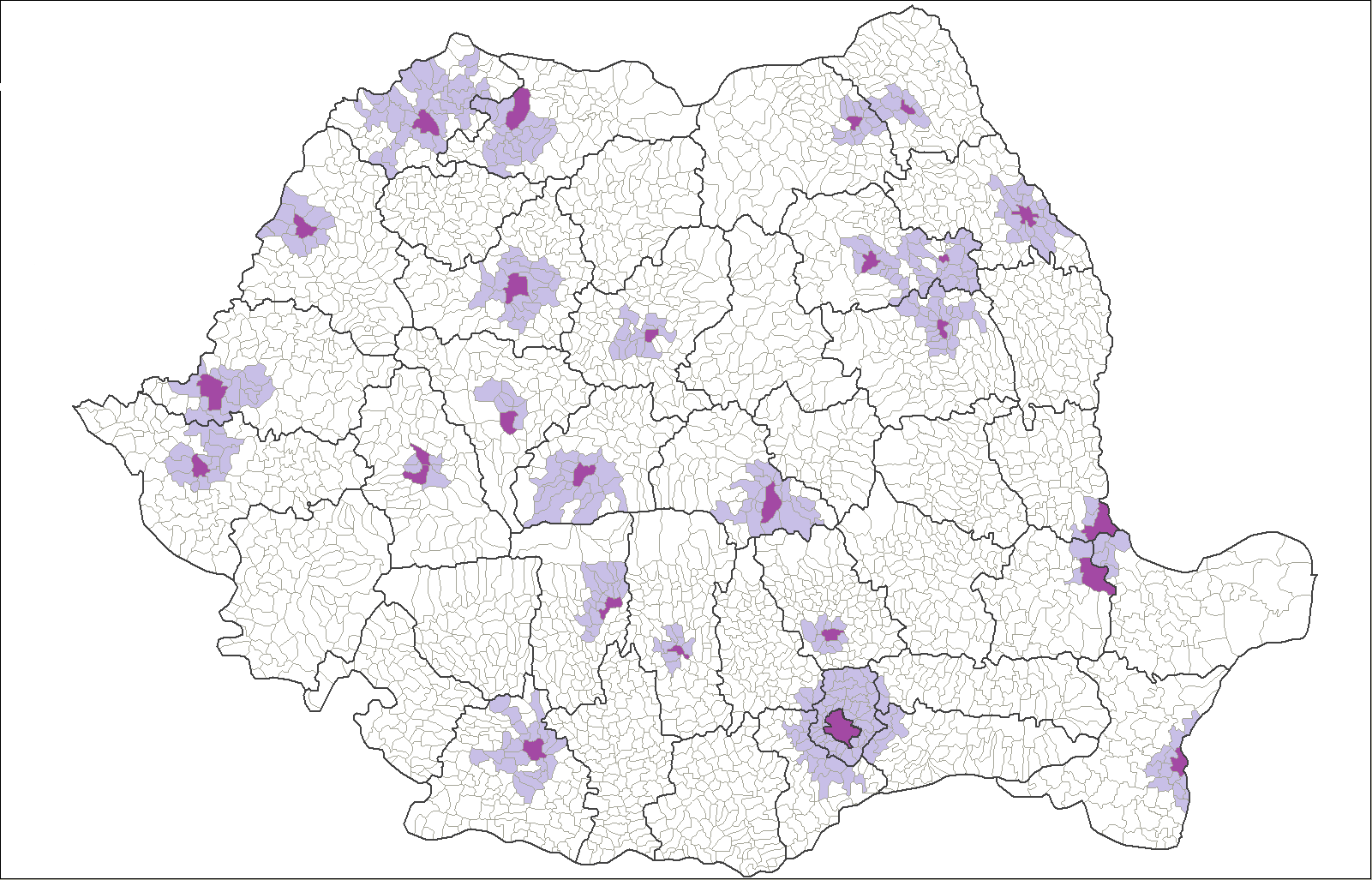
Zonele metropolitane din România. Conurbația Timișoara–Arad (Vest) este cea mai mare aglomerare urbană pe axa București–Budapesta–Belgrad (peste 800.000 de locuitori) - o zonă de polarizare cu impact direct asupra dezvoltării economice și urbane din Europa Centrală și de Est

În data de 2 August 2016 s-a semnat actul oficial de înființare al metropolei Timișoara–Arad, parte a strategiei integrate de dezvoltare durabilă Timișoara Vision 2030, elaborată de Banca Mondială, Eurostat, și de Agenția de Dezvoltare Regională Vest din România.
Proiectul a implicat unirea celor două zone metropolitane într-o unitate administrativ-teritorială unitară, cu rol de hub de transport, investițional, cultural, turistic, medical și educațional în euroregiunea Dunăre-Criș-Mureș-Tisa.
Populația aglomerării urbane are 805.000 de locuitori, și este cel mai dezvoltat pol socio-economic al Europei pe axa București–Budapesta–Belgrad.

### Alianța Vestului
Pe data de 8 Decembrie 2018, la Timișoara, s-a semnat documentul oficial de înființare al Alianței Vestului (AVE), în parteneriat cu municipiile Arad, Oradea și Cluj-Napoca, prima asociere intercomunitară de acest tip din România.
Alianța Vestului (AVE) are ca scop principal accelerarea dezvoltării economice și sociale a orașelor membre (Timișoara, Cluj-Napoca, Arad și Oradea) și a zonei de Vest prin colaborare regională, dezvoltarea infrastructurii, absorbția de fonduri europene, atragerea investițiilor private și îmbunătățirea calității vieții, urmând principiile socio-economice ale megalopolisului de urbanizare Banana Albastră, din Europa de Vest.

### Localități
Județul este format din 99 unități administrativ-teritoriale: 2 municipii, 8 orașe și 89 de comune. Lista de mai jos conține unitățile administrativ-teritoriale din județul Timiș.
Grupul de Acțiune Locală Asociația "Timiș Torontal Bârzava" are sediul în orașul Deta, pe strada Voitegului nr. 3.
| Stemă              | Nume                   | Tip de localitate            | Populație          | Imagine            |
| Municipii și orașe | Municipii și orașe     | Municipii și orașe           | Municipii și orașe | Municipii și orașe |
| ------------------ | ---------------------- | ---------------------------- | ------------------ | ------------------ |
|                    | Lugoj                  | municipiu                    | 40.361             |                    |
|                    | Timișoara              | municipiu reședință de județ | 319.279            |                    |
|                    | Buziaș                 | oraș                         | 7.023              |                    |
|                    | Ciacova                | oraș                         | 5.348              |                    |
|                    | Deta                   | oraș                         | 6.260              |                    |
|                    | Făget                  | oraș                         | 6.761              |                    |
|                    | Gătaia                 | oraș                         | 5.861              |                    |
|                    | Jimbolia               | oraș                         | 13.597             |                    |
|                    | Recaș                  | oraș                         | 8.336              |                    |
|                    | Sânnicolau Mare        | oraș                         | 12.312             |                    |
| Comune             |                        |                              |                    |                    |
|                    | Balinț                 | comună                       | 1.596              |                    |
|                    | Banloc                 | comună                       | 2.631              |                    |
|                    | Bara                   | comună                       | 388                |                    |
|                    | Beba Veche             | comună                       | 1.539              |                    |
|                    | Becicherecu Mic        | comună                       | 2.853              |                    |
|                    | Belinț                 | comună                       | 2.789              |                    |
|                    | Bethausen              | comună                       | 3.057              |                    |
|                    | Biled                  | comună                       | 3.294              |                    |
|                    | Birda                  | comună                       | 1.846              |                    |
|                    | Bogda                  | comună                       | 460                |                    |
|                    | Boldur                 | comună                       | 2.439              |                    |
|                    | Brestovăț              | comună                       | 674                |                    |
|                    | Bucovăț                | comună                       | 1.601              |                    |
|                    | Bârna                  | comună                       | 1.640              |                    |
|                    | Cenad                  | comună                       | 4.207              |                    |
|                    | Cenei                  | comună                       | 2.670              |                    |
|                    | Checea                 | comună                       | 1.838              |                    |
|                    | Chevereșu Mare         | comună                       | 2.272              |                    |
|                    | Comloșu Mare           | comună                       | 4.737              |                    |
|                    | Coșteiu                | comună                       | 3.635              |                    |
|                    | Criciova               | comună                       | 1.587              |                    |
|                    | Curtea                 | comună                       | 1.193              |                    |
|                    | Cărpiniș               | comună                       | 4.477              |                    |
|                    | Darova                 | comună                       | 3.049              |                    |
|                    | Denta                  | comună                       | 2.982              |                    |
|                    | Dudeștii Noi           | comună                       | 3.179              |                    |
|                    | Dudeștii Vechi         | comună                       | 4.203              |                    |
|                    | Dumbrava               | comună                       | 2.659              |                    |
|                    | Dumbrăvița             | comună                       | 7.522              |                    |
|                    | Fibiș                  | comună                       | 1.590              |                    |
|                    | Foeni                  | comună                       | 1.737              |                    |
|                    | Fârdea                 | comună                       | 1.750              |                    |
|                    | Gavojdia               | comună                       | 3.034              |                    |
|                    | Ghilad                 | comună                       | 2.078              |                    |
|                    | Ghiroda                | comună                       | 6.200              |                    |
|                    | Ghizela                | comună                       | 1.155              |                    |
|                    | Giarmata               | comună                       | 6.502              |                    |
|                    | Giera                  | comună                       | 1.239              |                    |
|                    | Giroc                  | comună                       | 8.388              |                    |
|                    | Giulvăz                | comună                       | 3.075              |                    |
|                    | Gottlob                | comună                       | 2.041              |                    |
|                    | Iecea Mare             | comună                       | 2.231              |                    |
|                    | Jamu Mare              | comună                       | 2.971              |                    |
|                    | Jebel                  | comună                       | 3.584              |                    |
|                    | Lenauheim              | comună                       | 5.109              |                    |
|                    | Liebling               | comună                       | 3.723              |                    |
|                    | Livezile               | comună                       | 1.566              |                    |
|                    | Lovrin                 | comună                       | 3.223              |                    |
|                    | Margina                | comună                       | 2.186              |                    |
|                    | Mașloc                 | comună                       | 2.285              |                    |
|                    | Moravița               | comună                       | 2.289              |                    |
|                    | Moșnița Nouă           | comună                       | 6.203              |                    |
|                    | Mănăștiur              | comună                       | 1.658              |                    |
|                    | Nițchidorf             | comună                       | 1.523              |                    |
|                    | Nădrag                 | comună                       | 2.836              |                    |
|                    | Ohaba Lungă            | comună                       | 1.084              |                    |
|                    | Orțișoara              | comună                       | 4.190              |                    |
|                    | Otelec                 | comună                       | 1.499              |                    |
|                    | Parța                  | comună                       | 2.172              |                    |
|                    | Peciu Nou              | comună                       | 4.982              |                    |
|                    | Periam                 | comună                       | 4.505              |                    |
|                    | Pesac                  | comună                       | 1.990              |                    |
|                    | Pietroasa              | comună                       | 1.120              |                    |
|                    | Pișchia                | comună                       | 3.051              |                    |
|                    | Pădureni               | comună                       | 1.938              |                    |
|                    | Racovița               | comună                       | 3.168              |                    |
|                    | Remetea Mare           | comună                       | 2.302              |                    |
|                    | Sacoșu Turcesc         | comună                       | 3.307              |                    |
|                    | Saravale               | comună                       | 2.628              |                    |
|                    | Satchinez              | comună                       | 4.743              |                    |
|                    | Secaș                  | comună                       | 299                |                    |
|                    | Sânandrei              | comună                       | 5.717              |                    |
|                    | Sânmihaiu Român        | comună                       | 6.121              |                    |
|                    | Sânpetru Mare          | comună                       | 3.145              |                    |
|                    | Săcălaz                | comună                       | 7.204              |                    |
|                    | Teremia Mare           | comună                       | 4.019              |                    |
|                    | Tomești                | comună                       | 2.093              |                    |
|                    | Tomnatic               | comună                       | 3.144              |                    |
|                    | Topolovățu Mare        | comună                       | 2.574              |                    |
|                    | Tormac                 | comună                       | 2.714              |                    |
|                    | Traian Vuia            | comună                       | 2.059              |                    |
|                    | Uivar                  | comună                       | 2.453              |                    |
|                    | Valcani                | comună                       | 1.350              |                    |
|                    | Variaș                 | comună                       | 5.682              |                    |
|                    | Victor Vlad Delamarina | comună                       | 2.604              |                    |
|                    | Voiteg                 | comună                       | 2.437              |                    |
|                    | Șag                    | comună                       | 3.009              |                    |
|                    | Șandra                 | comună                       | 2.882              |                    |
|                    | Știuca                 | comună                       | 1.813              |                    |